# Колоніальне місто (Санто Домінго)
18°28′23″ пн. ш. 69°52′59″ зх. д. / 18.473° пн. ш. 69.883° зх. д.
Колоніальне місто, Ла Зона (Ciudad Colonial) — це історичний центральний район столиці Домініканської Республіки Санто-Домінго, найстаріше безперервно населене європейське поселення в Америці. Цей район був оголошений об'єктом Всесвітньої спадщини по ЮНЕСКО. Він також відомий як Zona Colonial (колоніальна зона) або, більш розмовно, як «La Zona».
Район розташований на західному березі річки Осама, яка розділяє місто навпіл. Він охоплює 1,06 км2 (0,41 миля2) обмежений огородженим периметром. Це важлива частина міста через велику кількість визначних пам'яток, серед яких Алькасар-де-Колон, Фортеця Осама, Кафедральний Собор Пресвятої Діви Марії та інші. Район є головною туристичною пам'яткою Санто-Домінго, хоча зараз основні місця державної та комерційної діяльності знаходяться в більш сучасних частинах міста.

## Історія

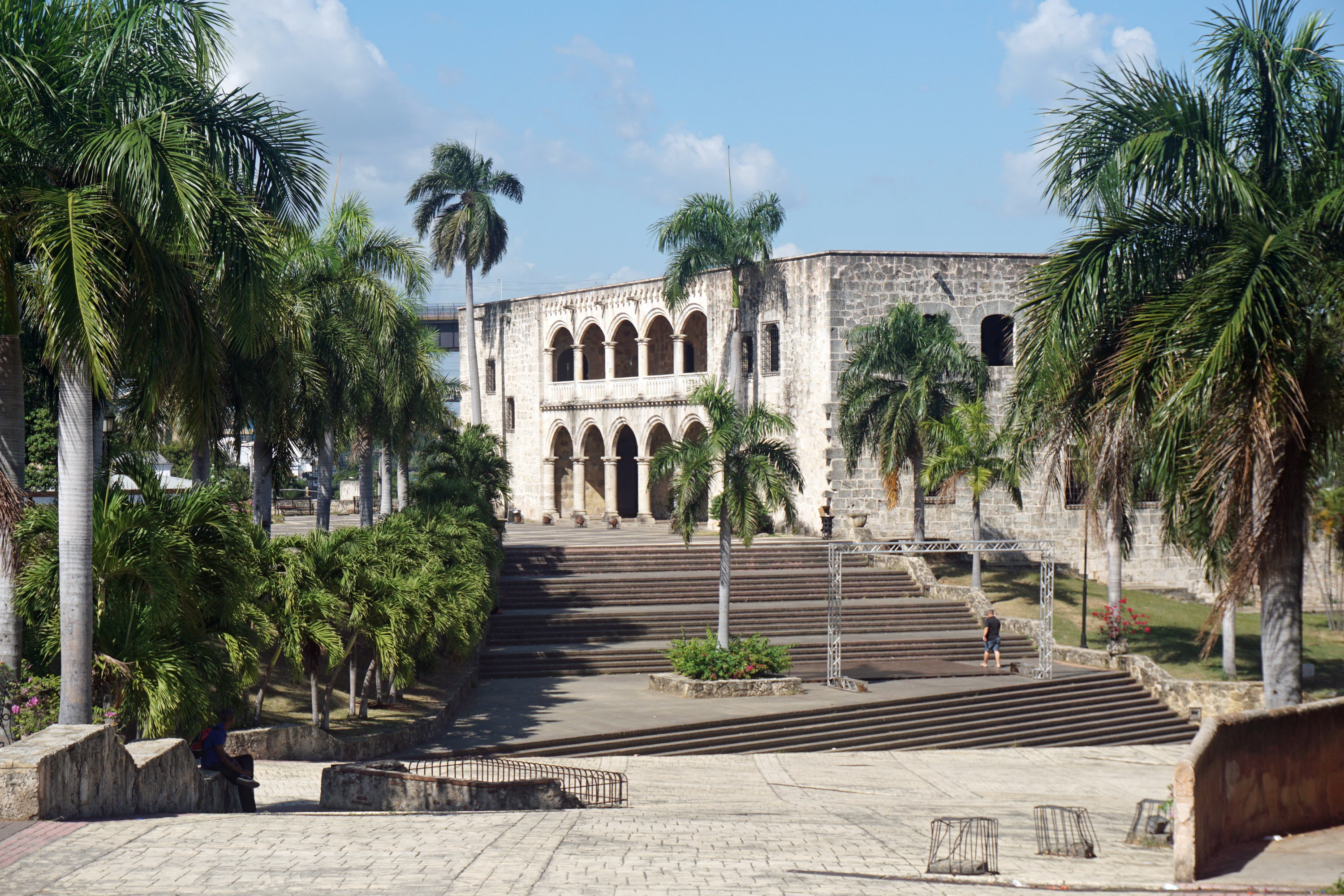
Алькасар де Колон

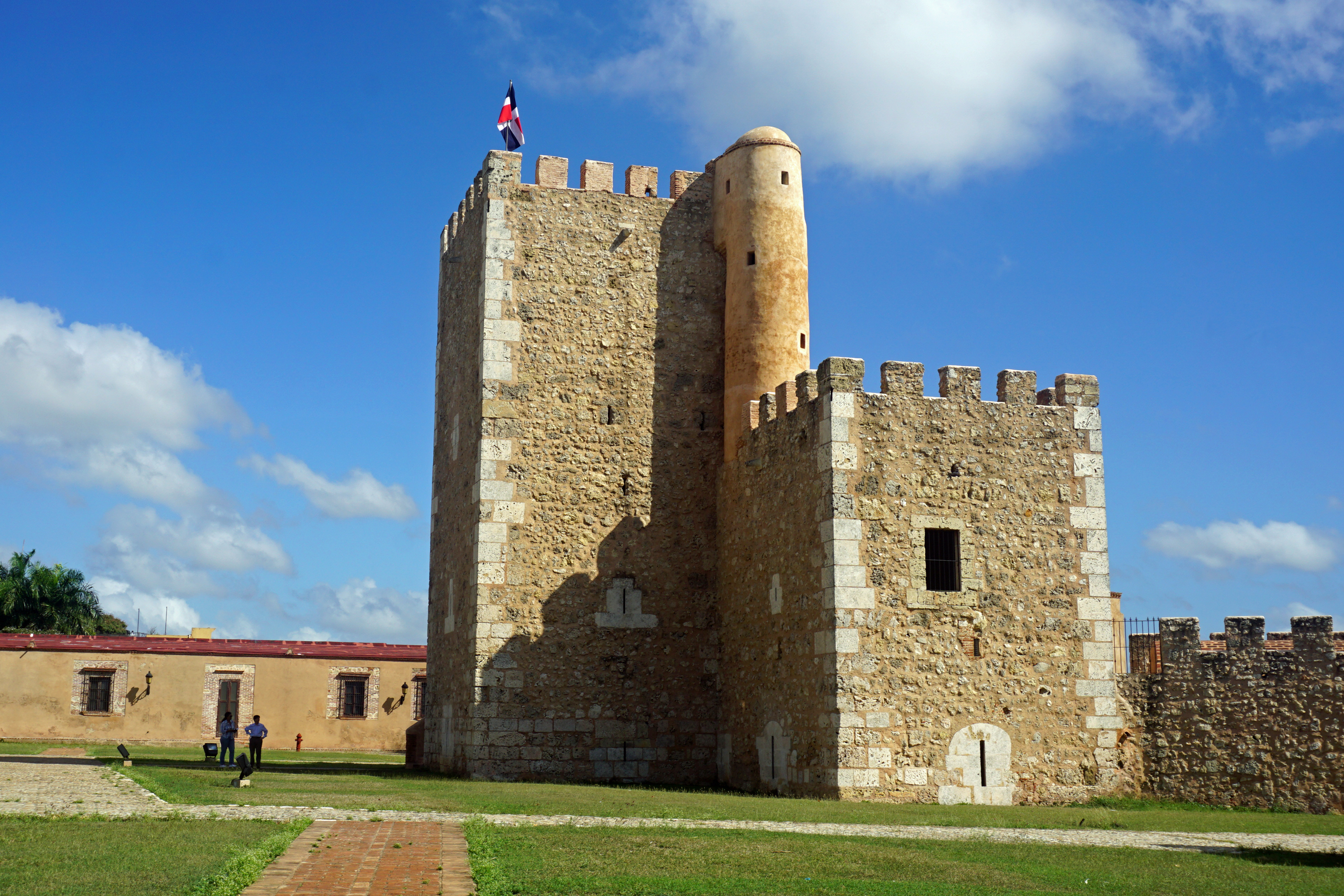
Форталеса Осама — найстаріша фортеця, побудована в Америці

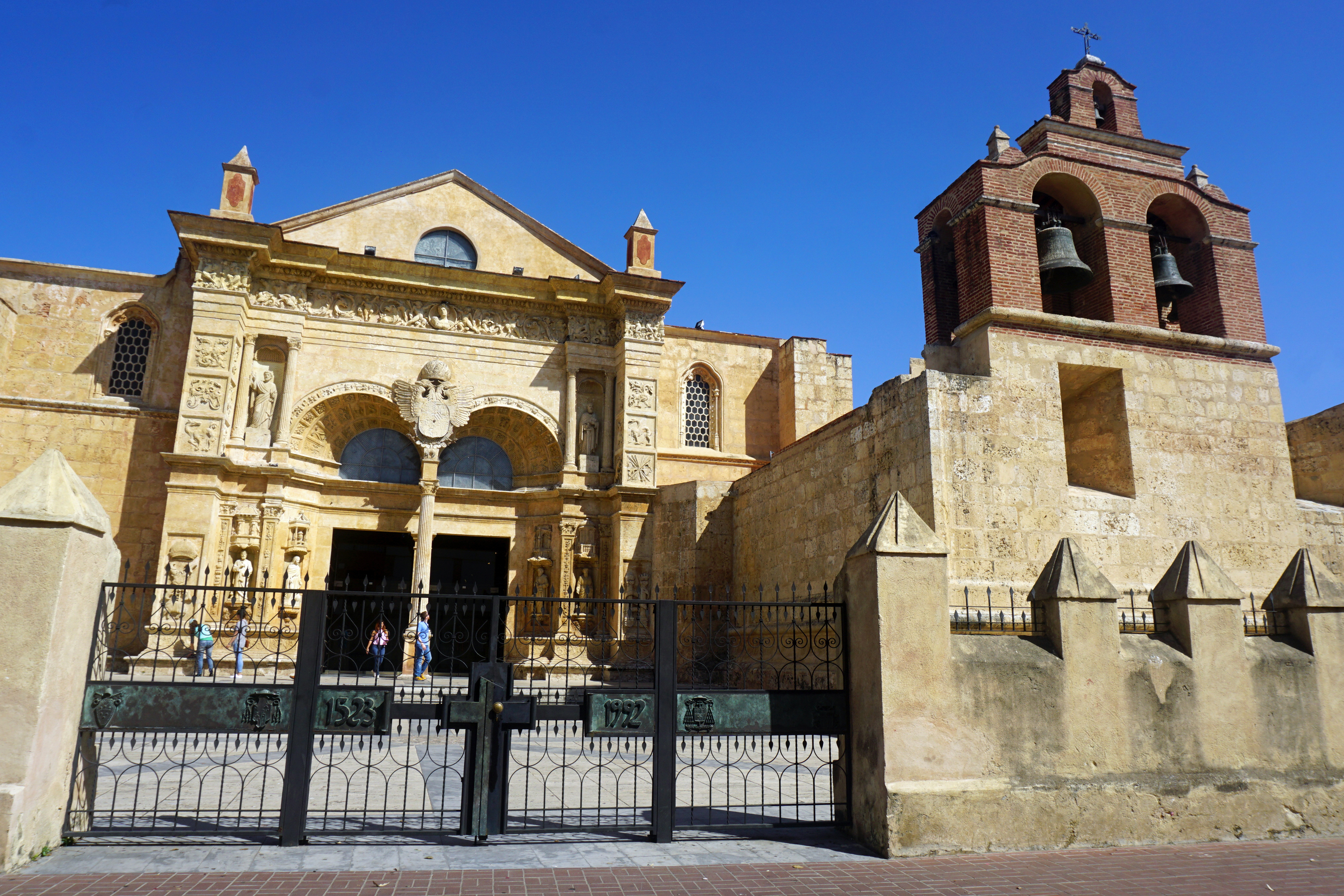
Катедрала Санта-Марія-Ла-Менор — найстаріший собор, побудований в Америці

Перше поселення теперішнього Санто-Домінго було засноване Бартоломієм Колумбом на східному березі річки Осама наприкінці 15 століття. Однак після урагану 1502 р., серед жертв якого був і Франциско де Бобадільї, місто було перенесено на Західний берег під керівництвом Ніколаса де Овандо. Овандо та його наступник Дієго Колон керували першим будівництвом Колоніального міста, багато з яких існують і зараз. Укріплення Санто-Домінго були важливою ознакою міського ландшафту. Оборонна стіна (муралла) простягалася від річки Осама до Пуерта-дель-Конде, яка була входом у гінтерланд та західну межу міста до кінця 19 століття.
Іспанці використали це поселення форпост свого впливу в Америці, з якої вони підкорили інші карибські острови та більшу частину материкової частини Америки. Санто-Домінго спочатку був політичним і культурним центром іспанської присутності в Новому світі, але через кілька десятиліть почав занепадати, оскільки іспанці більше зосереджували свою увагу на материку після підкорення Ацтецької імперії, Перу та інших регіонів Латинської Америки. Проте ця колонія залишалася важливим історичним місцем.
У 1655 р. місто піддали облозі під керівництвом англійських офіцерів Вільяма Пенна та Роберта Венеблеса. Вторгнення 1655 р. було зірвано іспанськими військами під командуванням генерал-капітана колонії дона Бернардіно де Менесеса і Бракамонте, графа Пеньальви, на честь якого названо Пуерте дель Конде («Брама графа»). Під час цього епізоду була змінена оборонна стіна. До вторгнення на місці, де сьогодні знаходиться Пуерте дель Конде, був форт Фуерте-Сан-Хенаро. Вважається, що модифікація, що сталася після облоги, включала розширення стіни до форту, що фактично створило бастіон Ель Балуарте дель Конде.
В кінці 19-го і на початку 20-го століття місто почало розширюватися за межі своїх старих кордонів, але колоніальне місто залишалася основним центром діяльності до ери Трухільо. Трухільо також керував реставрацією великих пам'ятників, включаючи Алькасар-де-Колон на початку 1950-х років.

## Колоніальне місто сьогодні
Центральним публічним простором району є Парк Колон, площа, що межує з собором 16 століття і в центрі якої розташована бронзова статуя Христофора Колумба. На схід від парку Колон, встелена бруківкою Калле Лас-Дамас є найстарішою вулицею Нового Світу, що вимощена 1502 року. Вулиця межує з багатьма найвідомішими визначними пам'ятками зони, включаючи Форталезу Осаму, місце великих подій домініканської історії; Каса-де-Бастідас, де зараз розташований дитячий музей; посольство Франції в будівлі, яка, як кажуть, була будинком Ернана Кортеса; Каса-де-Овандо, яка, як кажуть, була колишньою резиденцією губернатора Ніколаса де Овандо, а тепер розкішний готель під назвою Hodelpa Nicolas de Ovando [Архівовано 6 квітня 2020 у Wayback Machine.]; національний пантеон Домініканської Республіки; та Музей королівських будинків у палаці колишніх губернаторів та будівлі Королівської аудієнції.
Калле-дель-Конде — це пішохідна вулиця, яка включає кілька відомих комерційних будівель початку 20-го століття і з'єднує Парк Колон з Пуерта-дель-Конде та Парк Незалежності. Ще одним традиційним комерційним районом є частина Авеніда Дуарте на північ від колоніального району Зона, яка зараз проходить план реконструкції, метою якого є зробити територію більш привабливою для туристів.
На північному кінці вулиці Лас-Дамас відновлена та розширена площа Пласа-де-Іспанія межує з Лас-Атарасанасом (колишній військово-морський двір, тепер музей) та низкою невеликих магазинів та ресторанів. Ця територія була одним з перших комерційних центрів у Америці і досі є центром діяльності. Алькасар-де-Колон, який колись був колоніальним палацом родини Колумбів — починаючи з його сина Дієго — тепер є музеєм, де представлені старовинні меблі та прикраси. Спочатку будівля була побудована в 1510 році, а теперішній вигляд відновлено у 1952 році.
Інвестиції в розмірі 700 мільйонів доларів США були зроблені в порту річки Осама, що прилягає до колонії Сьюдад, з метою перетворення Сант-Домінго в порт для розкішних круїзних суден, включаючи приватну пристань для яхт. Проект завершила Sans Soucí Ports SA
У колоніальному місті Сьюдад є різні місця, побудовані іспанцями під час колоніальної епохи, які разом утворюють понад 300 історичних місць у цьому районі; до них належать різні пам'ятки культурного та історичного характеру, а також будинки видатних діячів тогочасного суспільства, але не можна не згадати про такі важливі вулиці, як вулиця Лас-Дамас. 
 

## Галерея

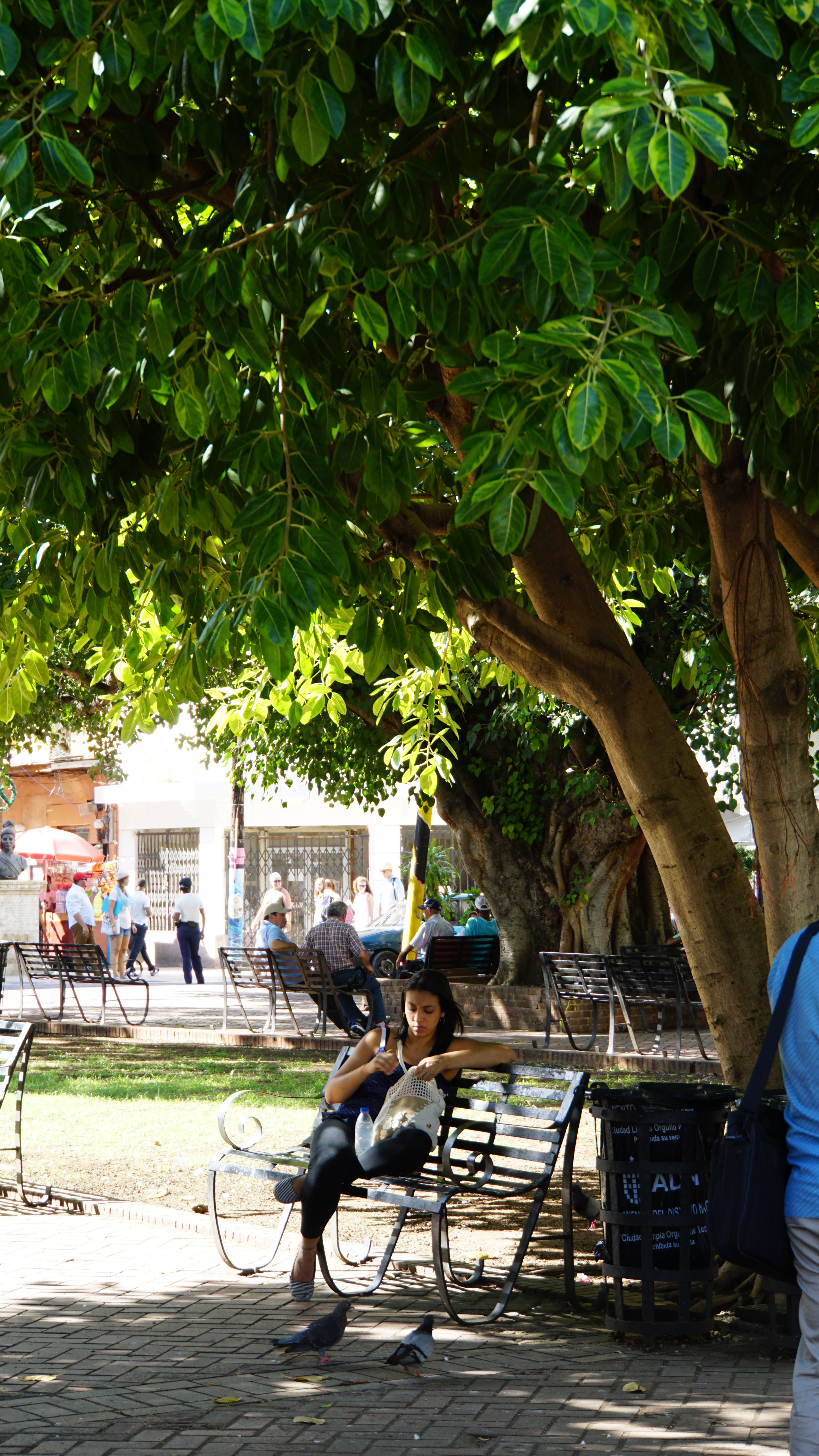
Парк Колумба
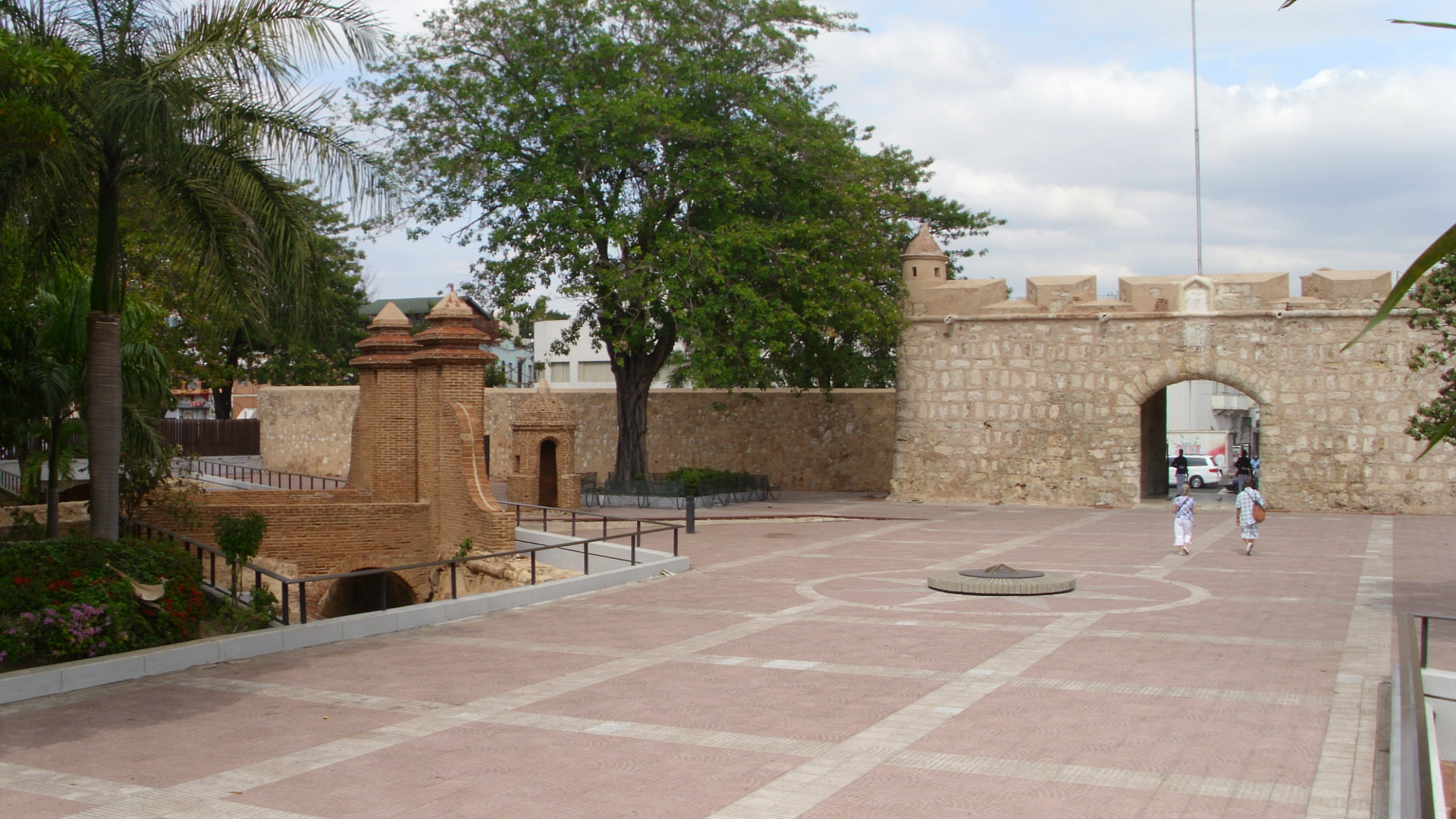
Ворота де Мізерікордія в колоніальній зоні.
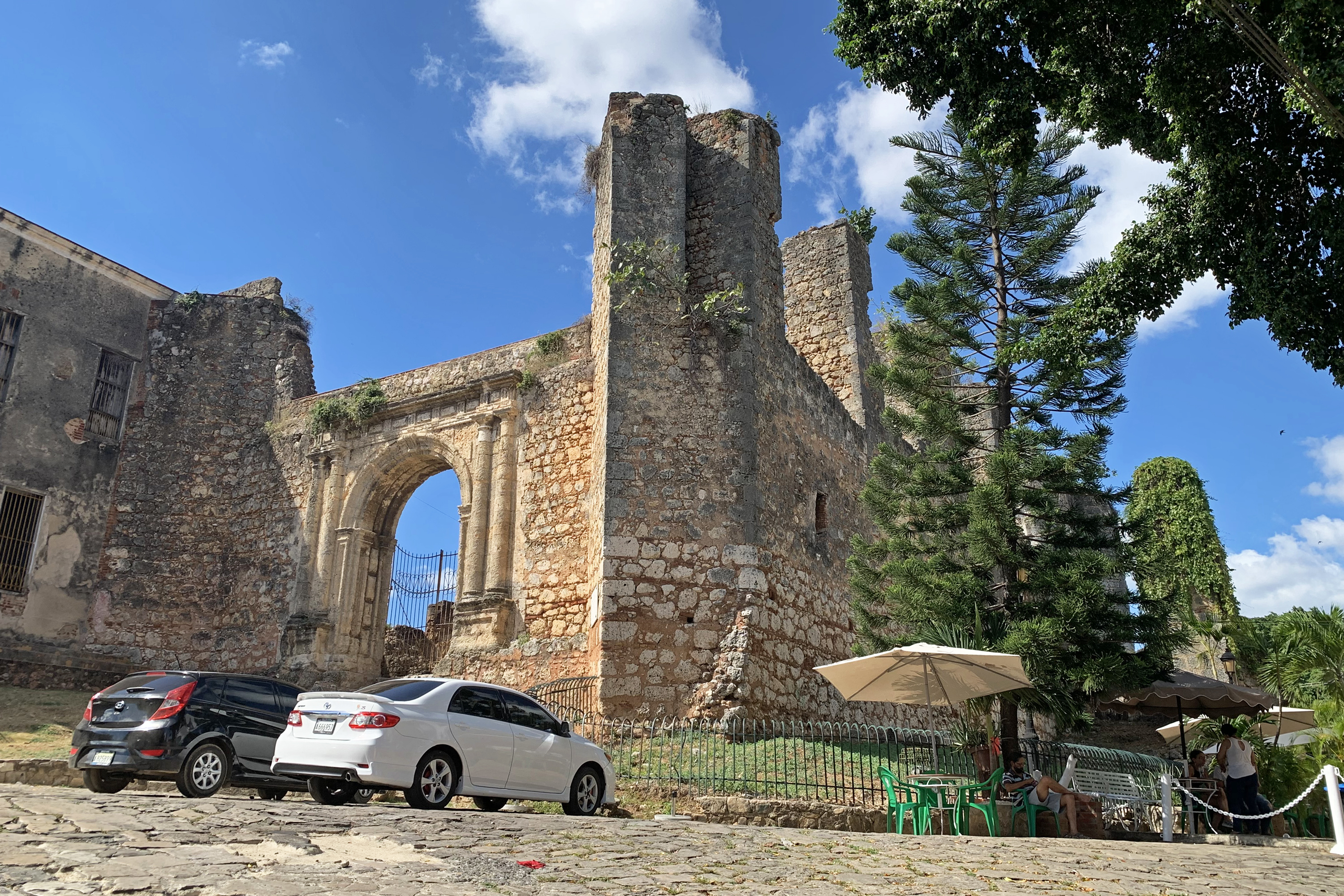
Руїни монастиря Сан-Франциско, найстарішого монастиря, побудованого в Америці.
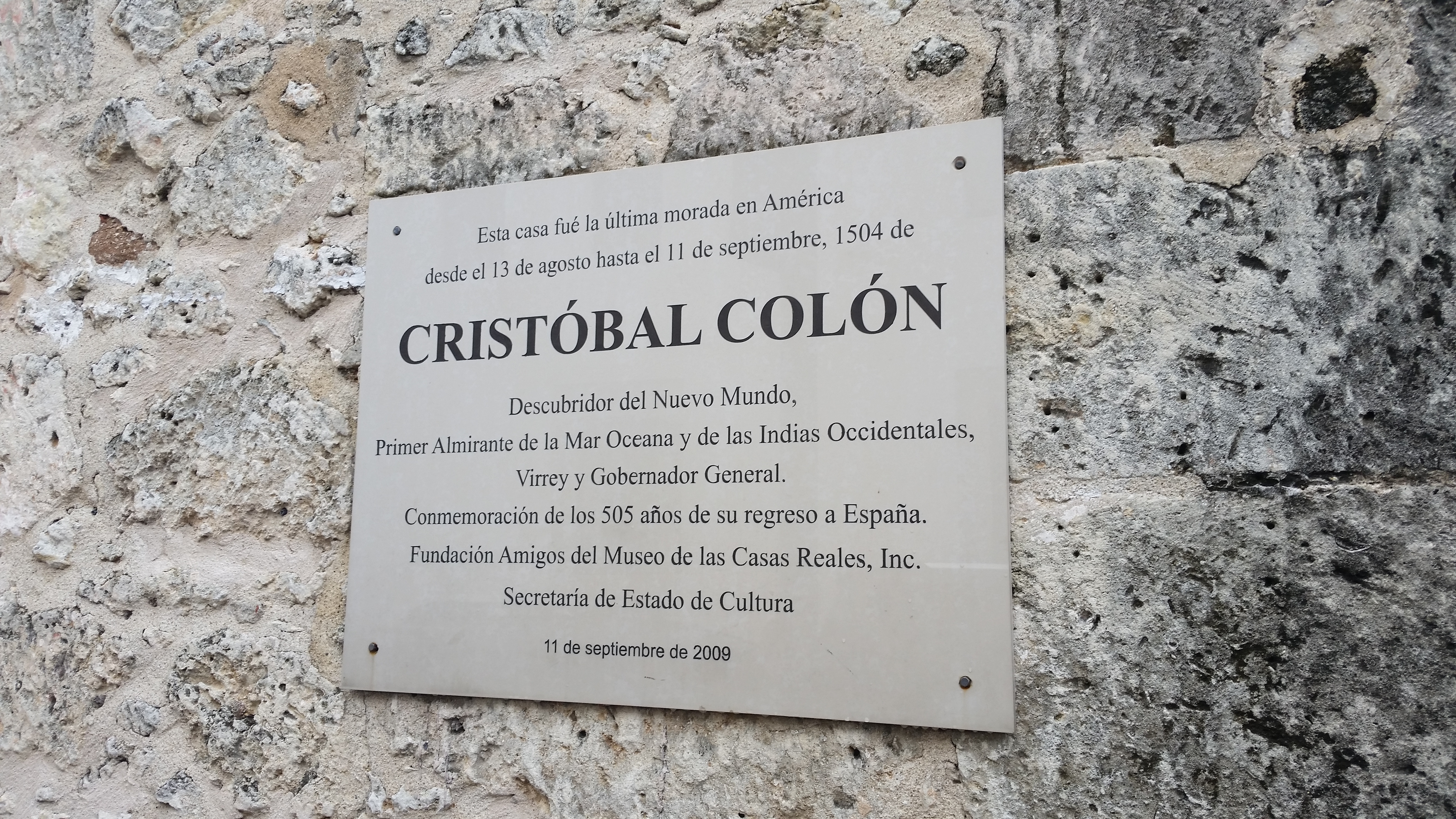
Історичний маркер колоніального міста
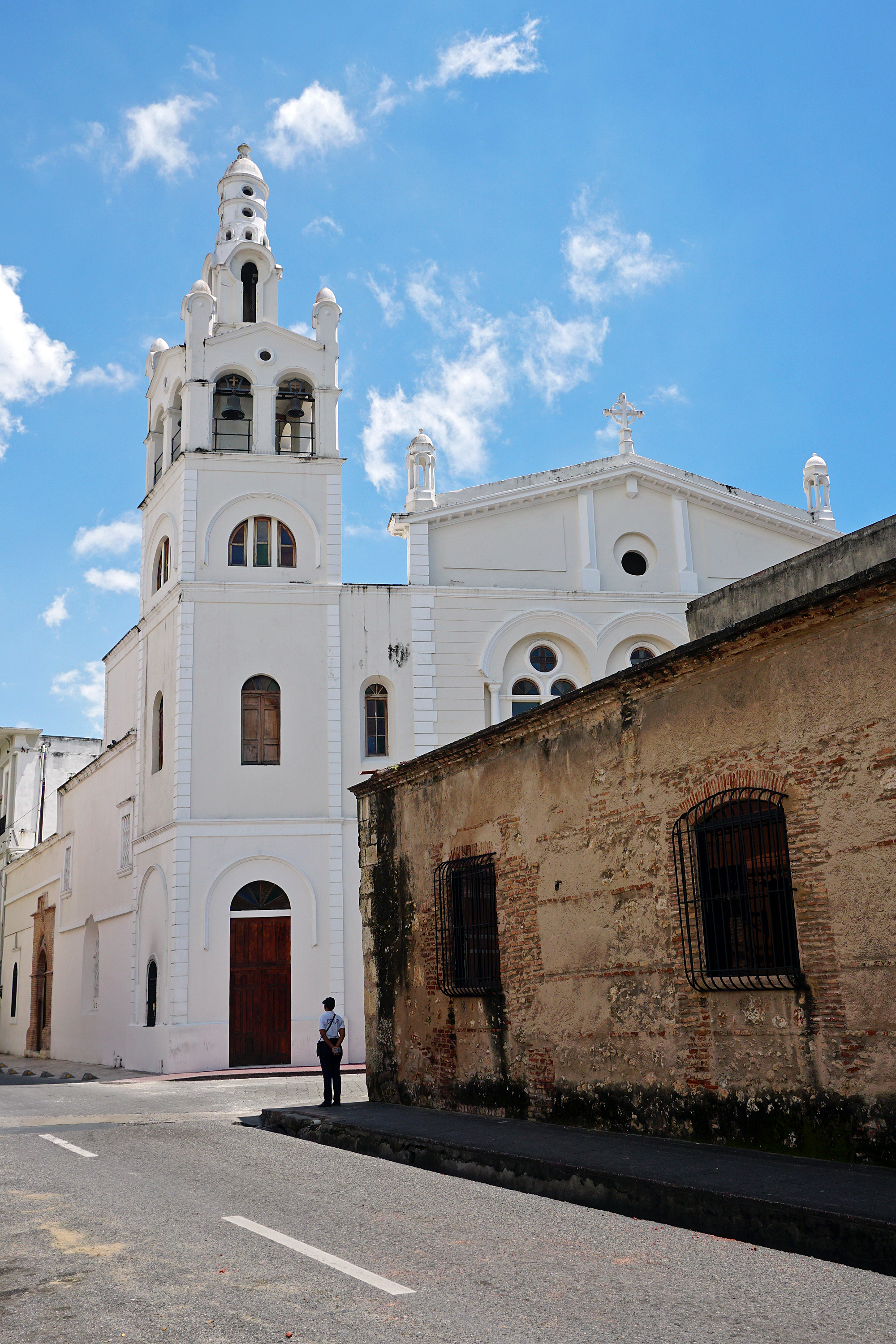
Іглесія Нуестра Сеньора де ла Альтаграсія
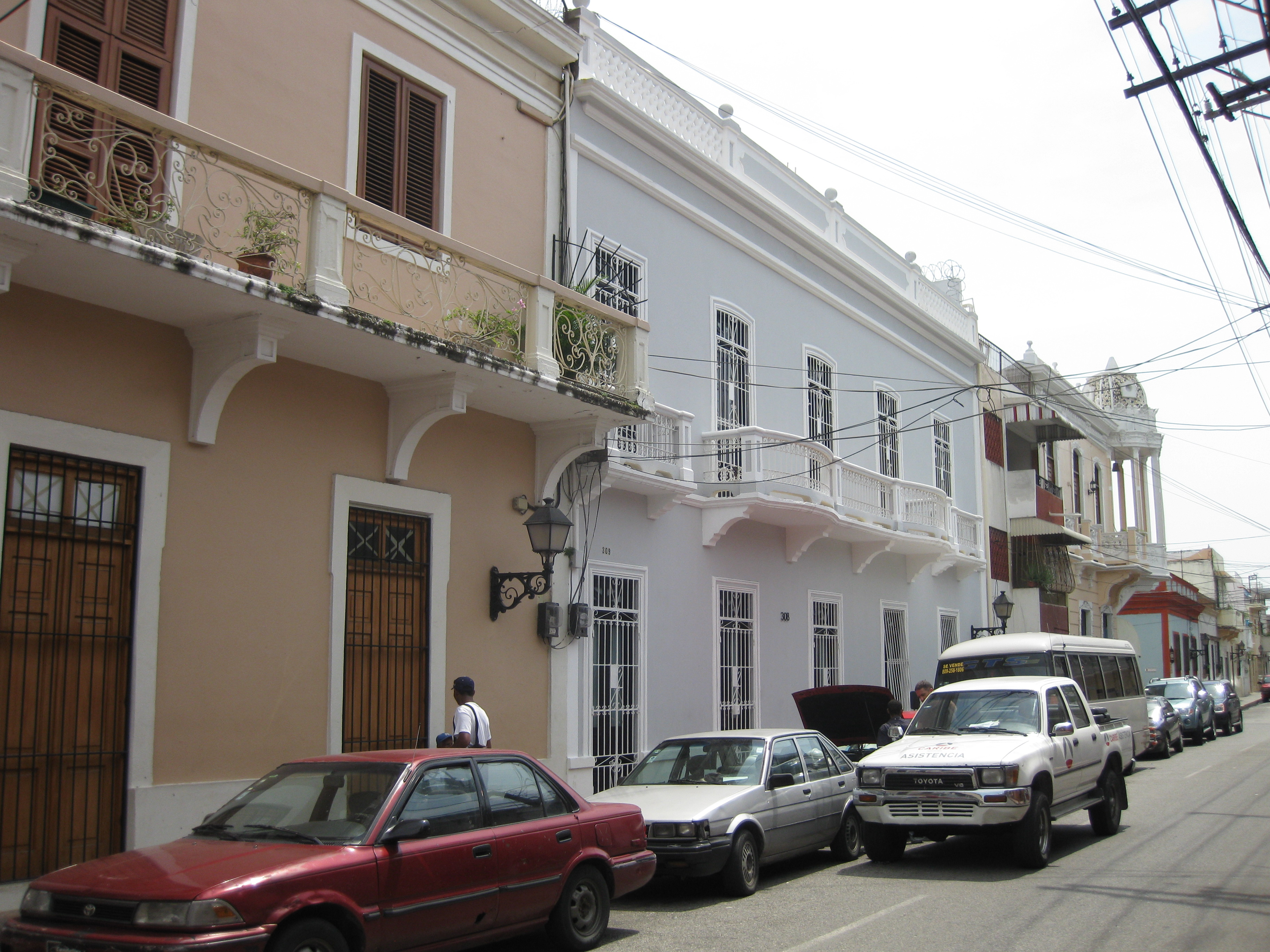
Район Падре Белліні
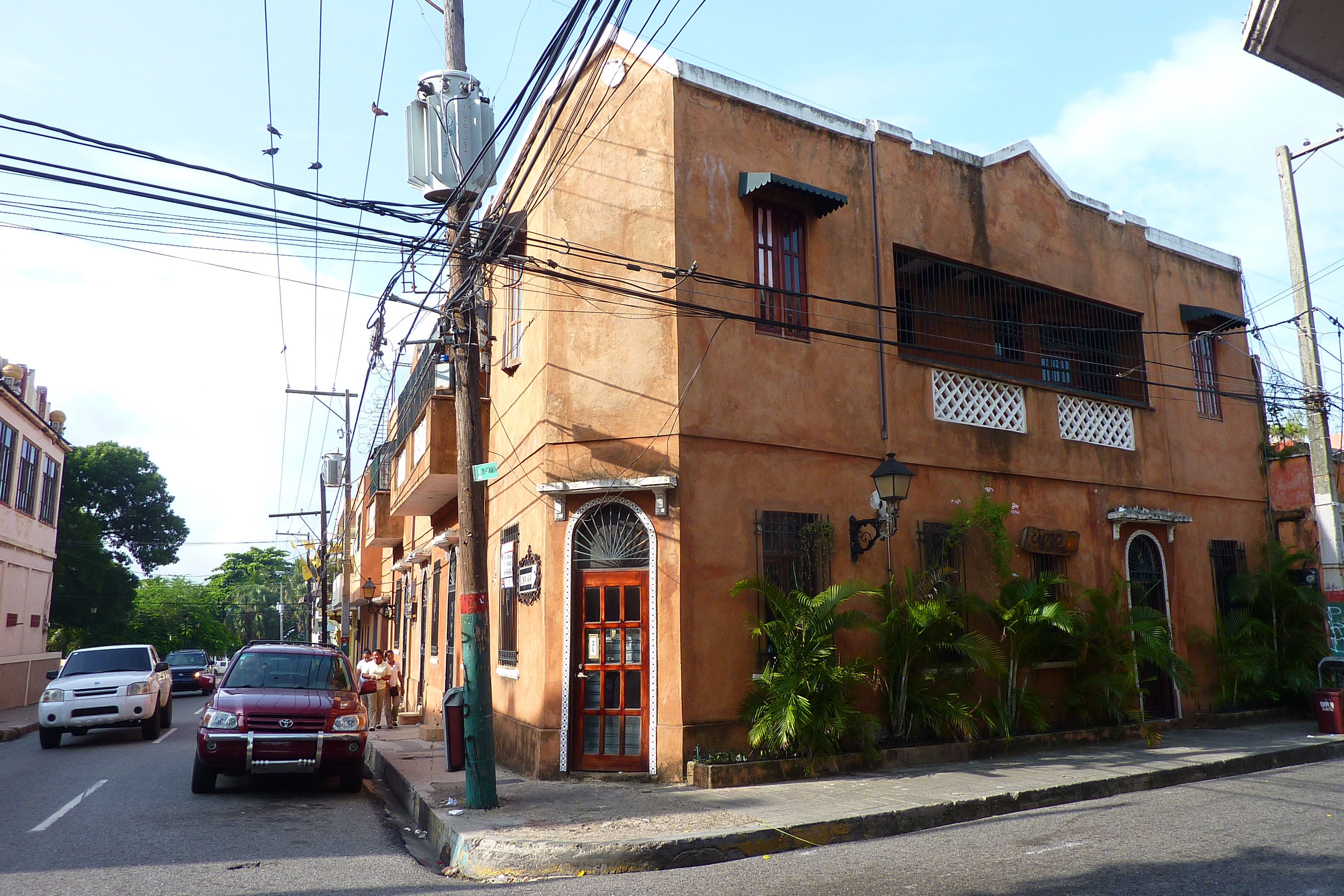
Колоніальна зона, квартали Домініканської Республіки.
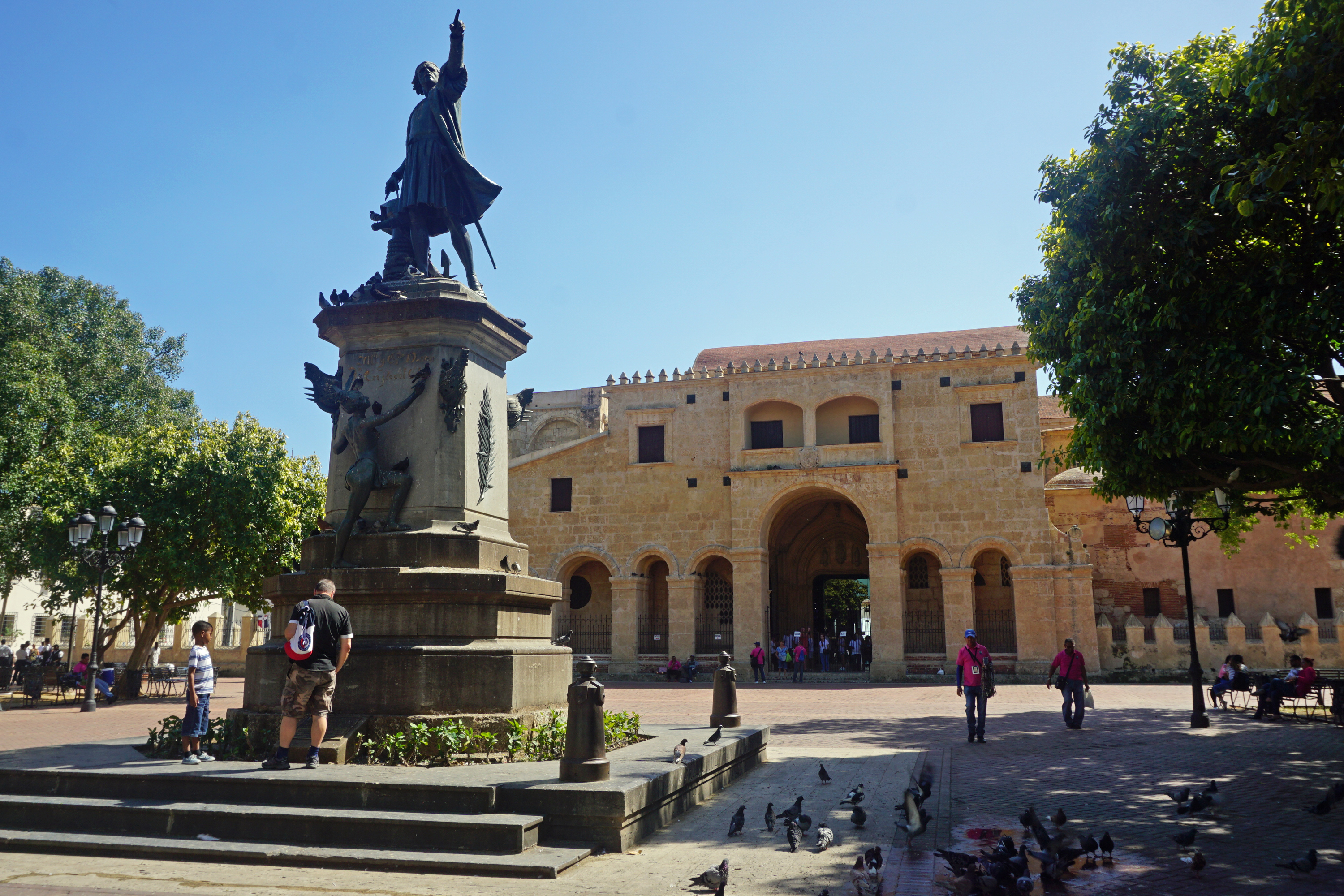
Парк Колон
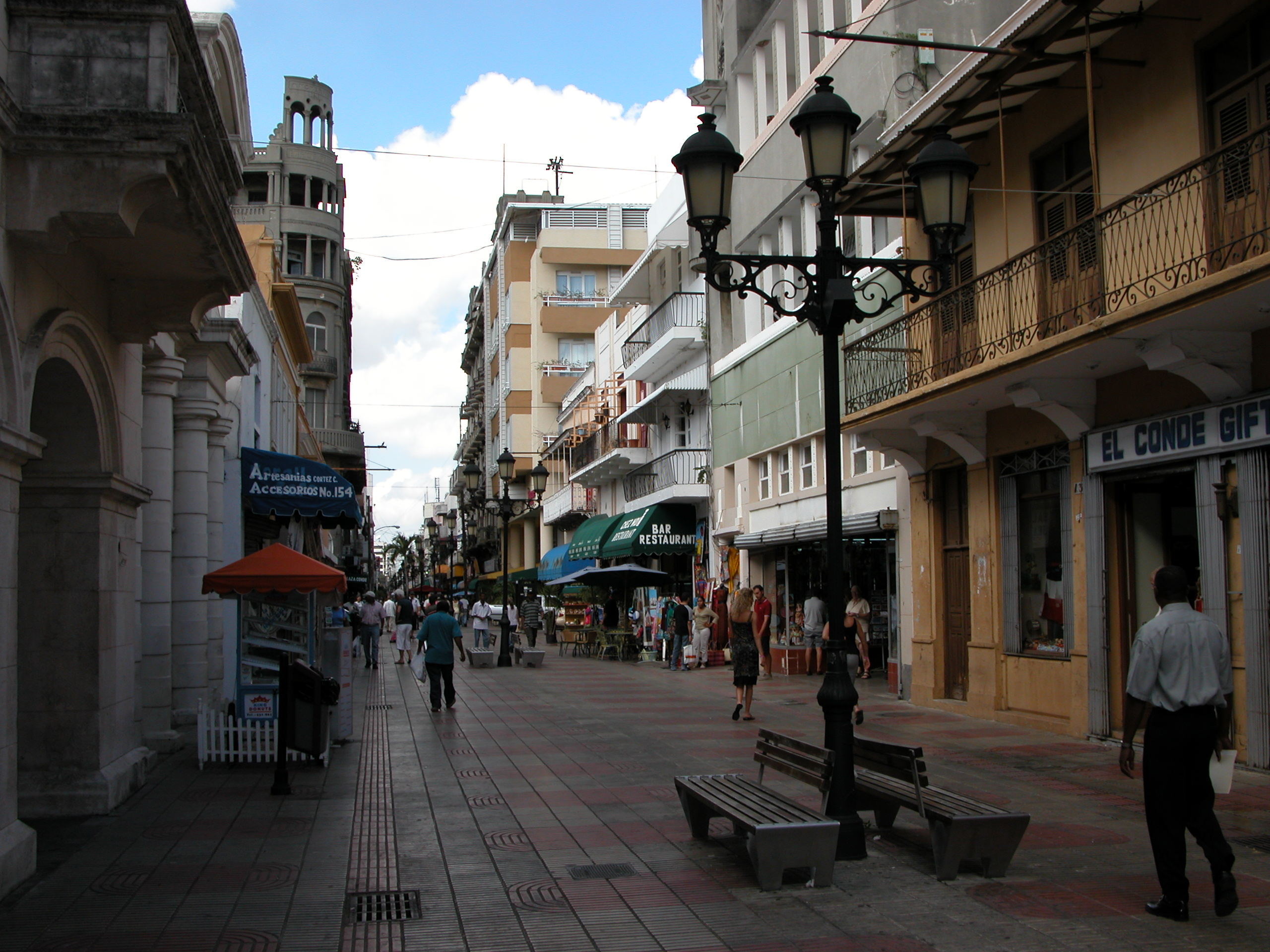
Calle El Conde
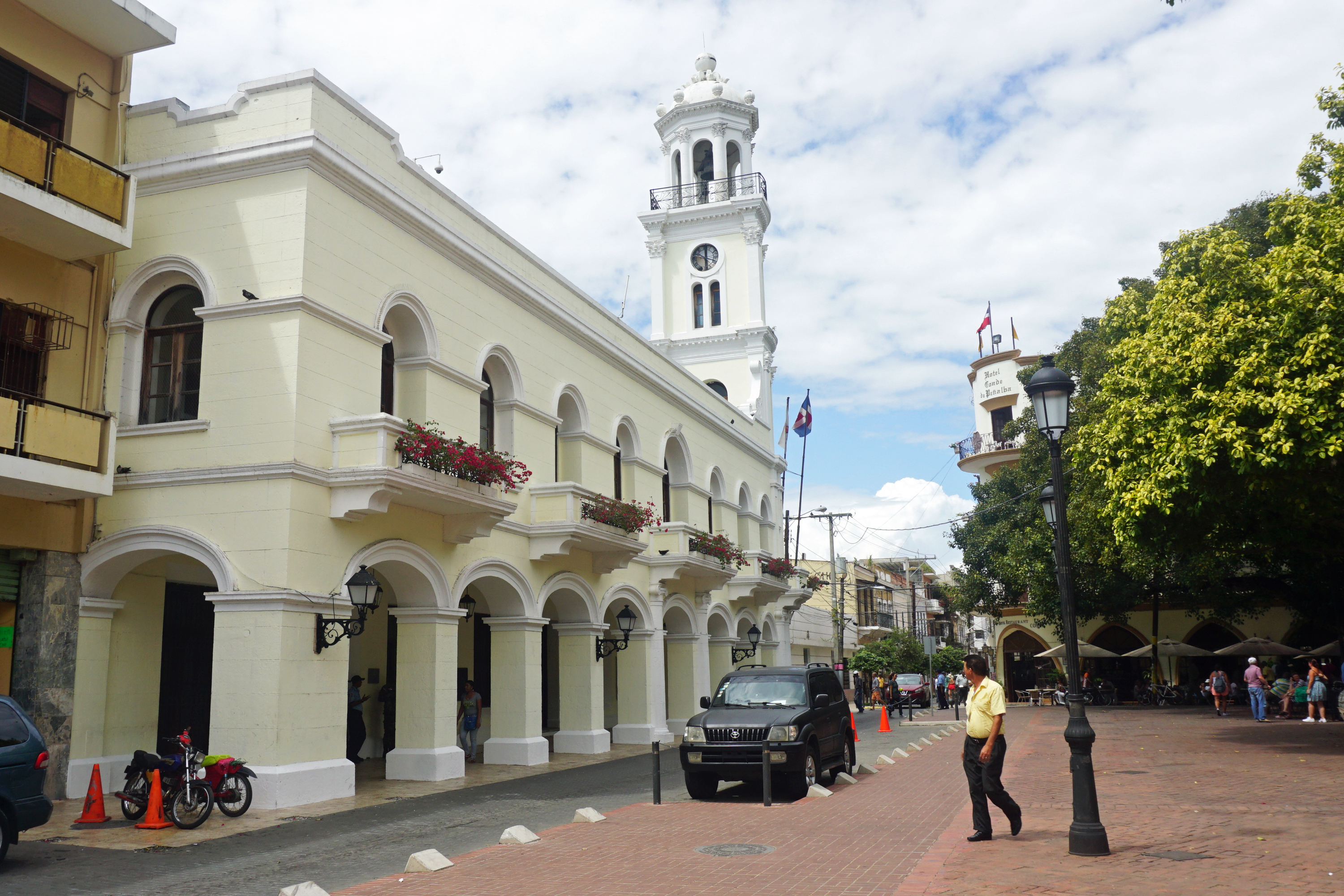
Palacio Consistorial
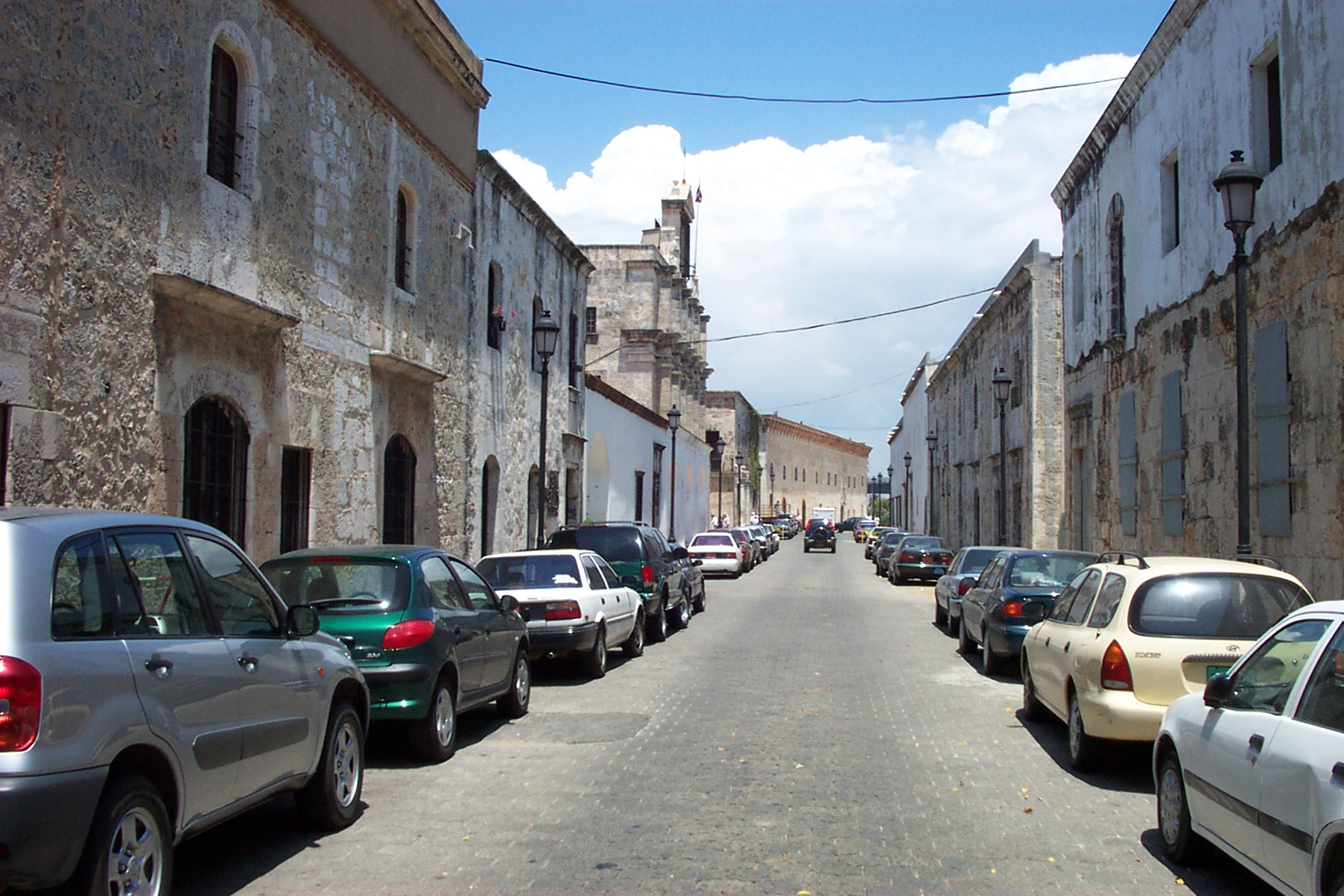
Калле Лас-Дамас
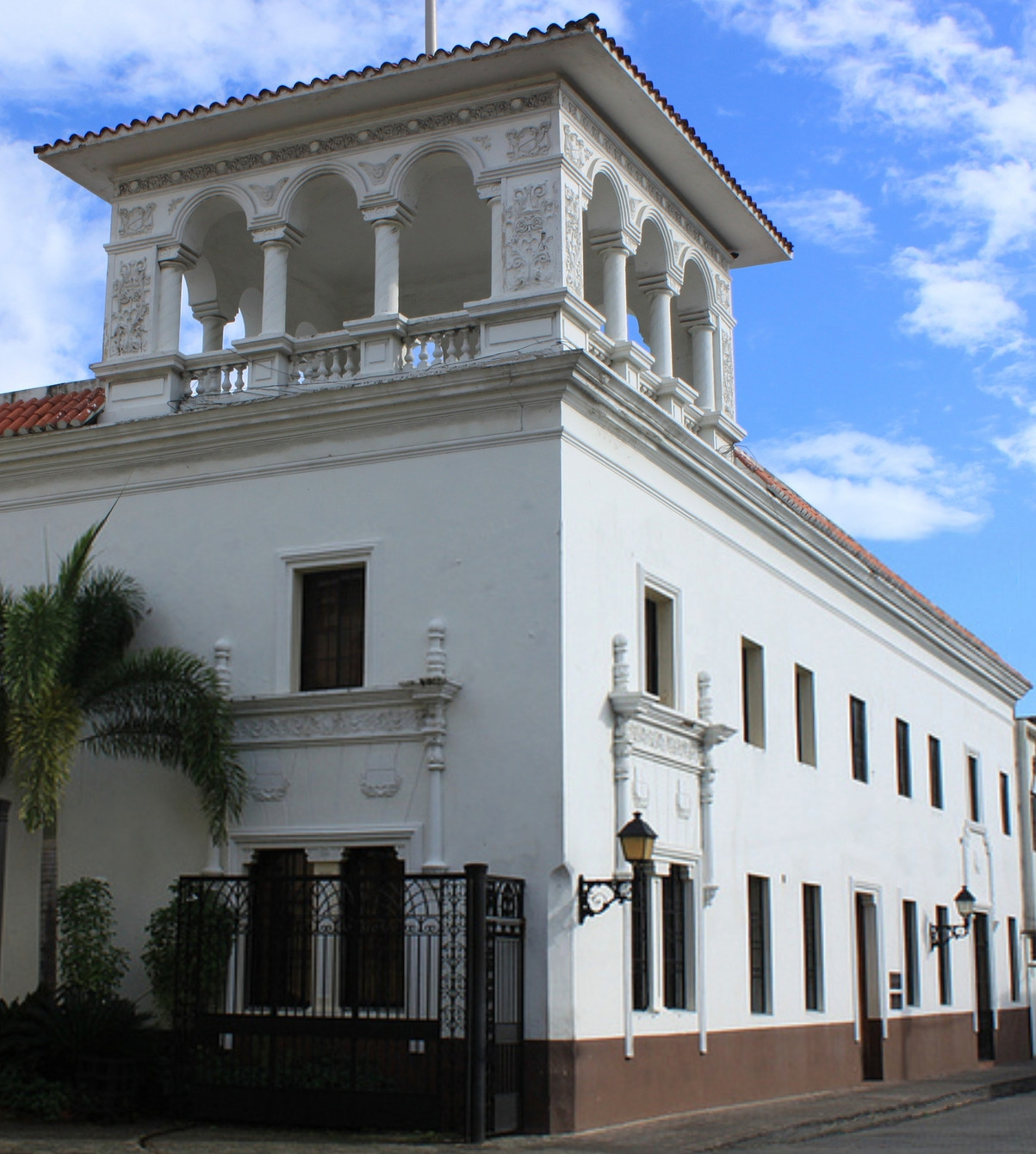
Каса-дель-Сакраменто
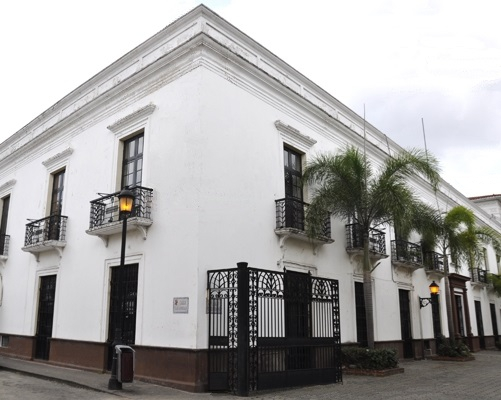
Casa de los Presidentes
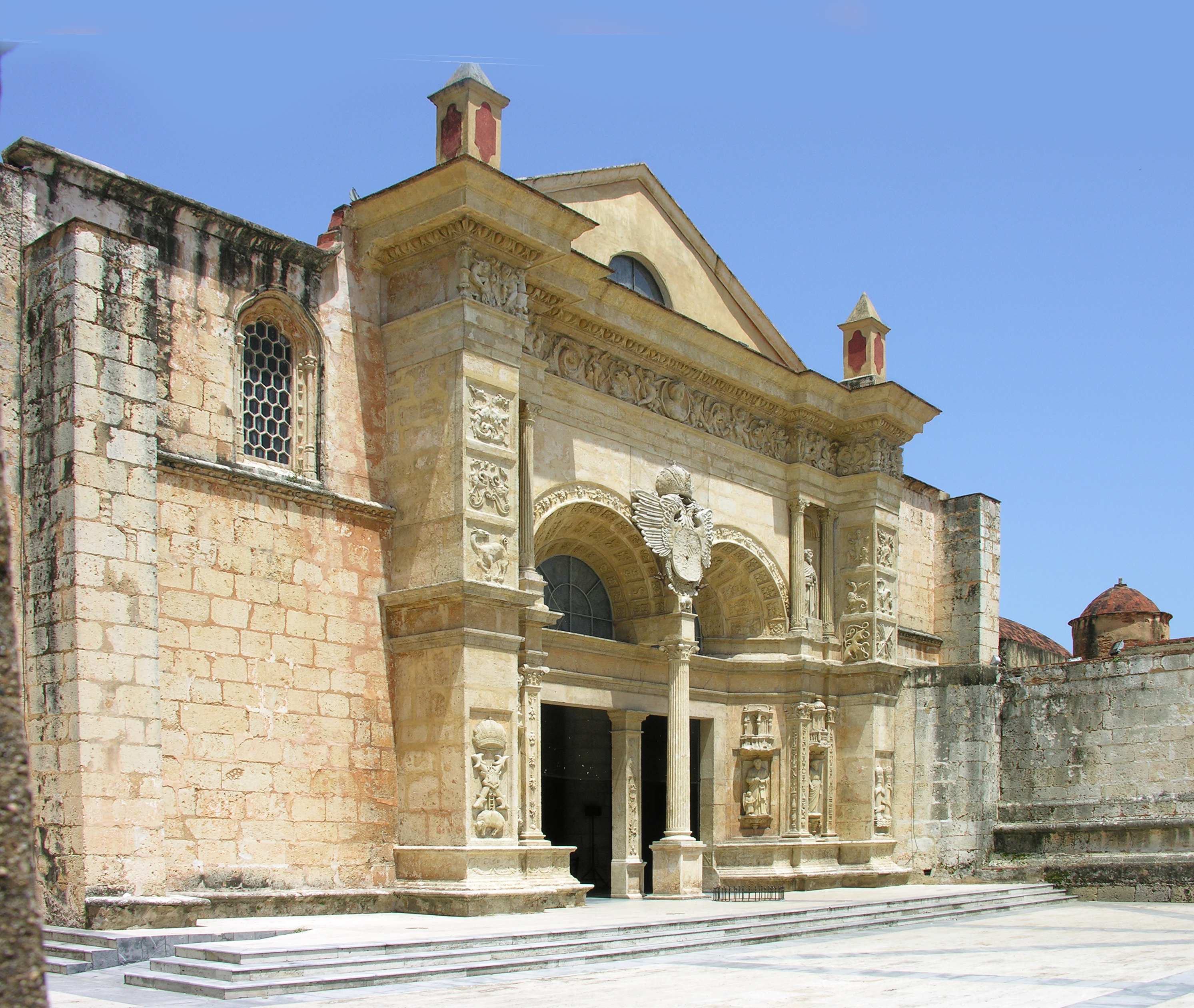
Собор, західний фасад
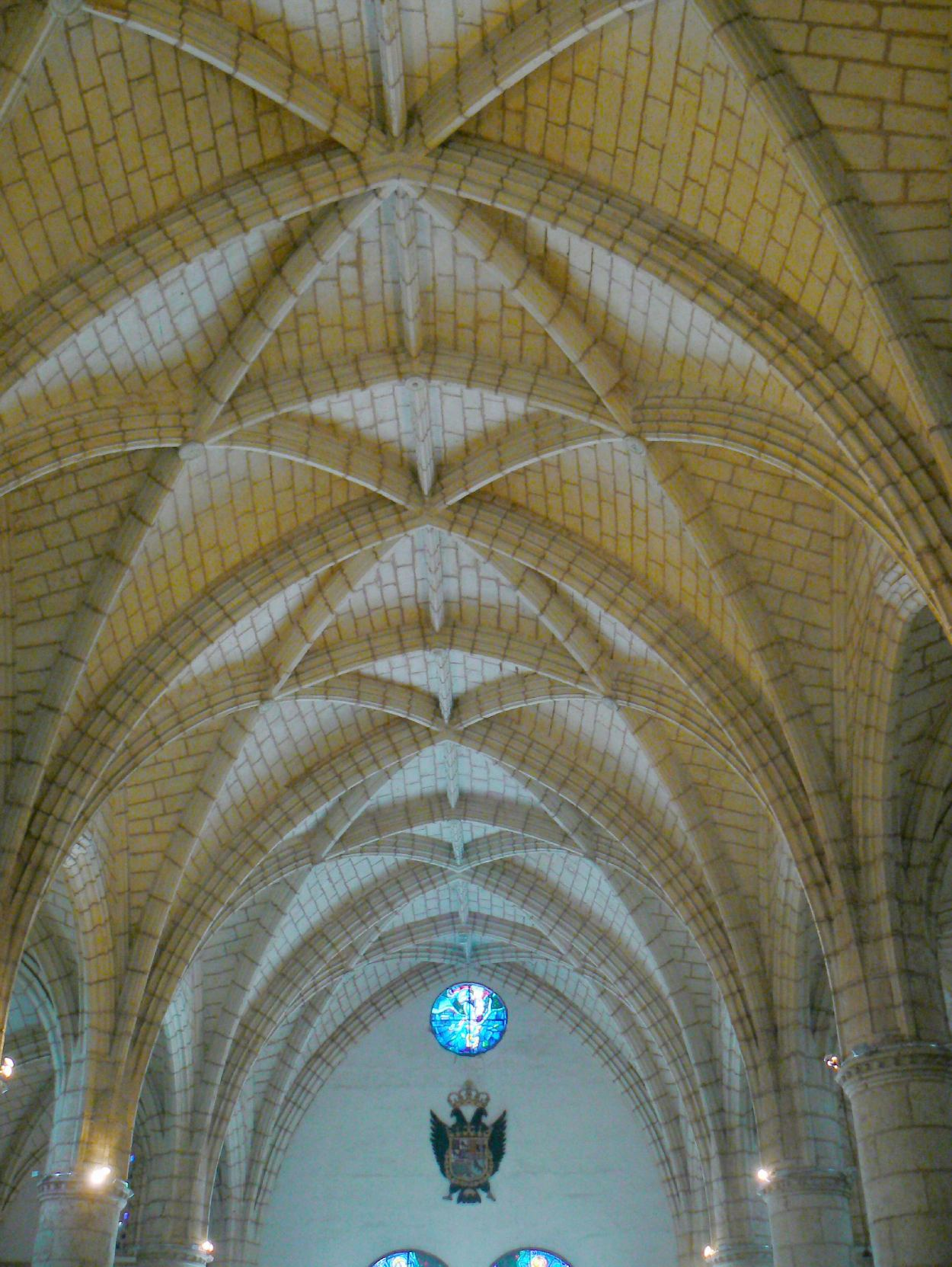
Собор, інтер'єр
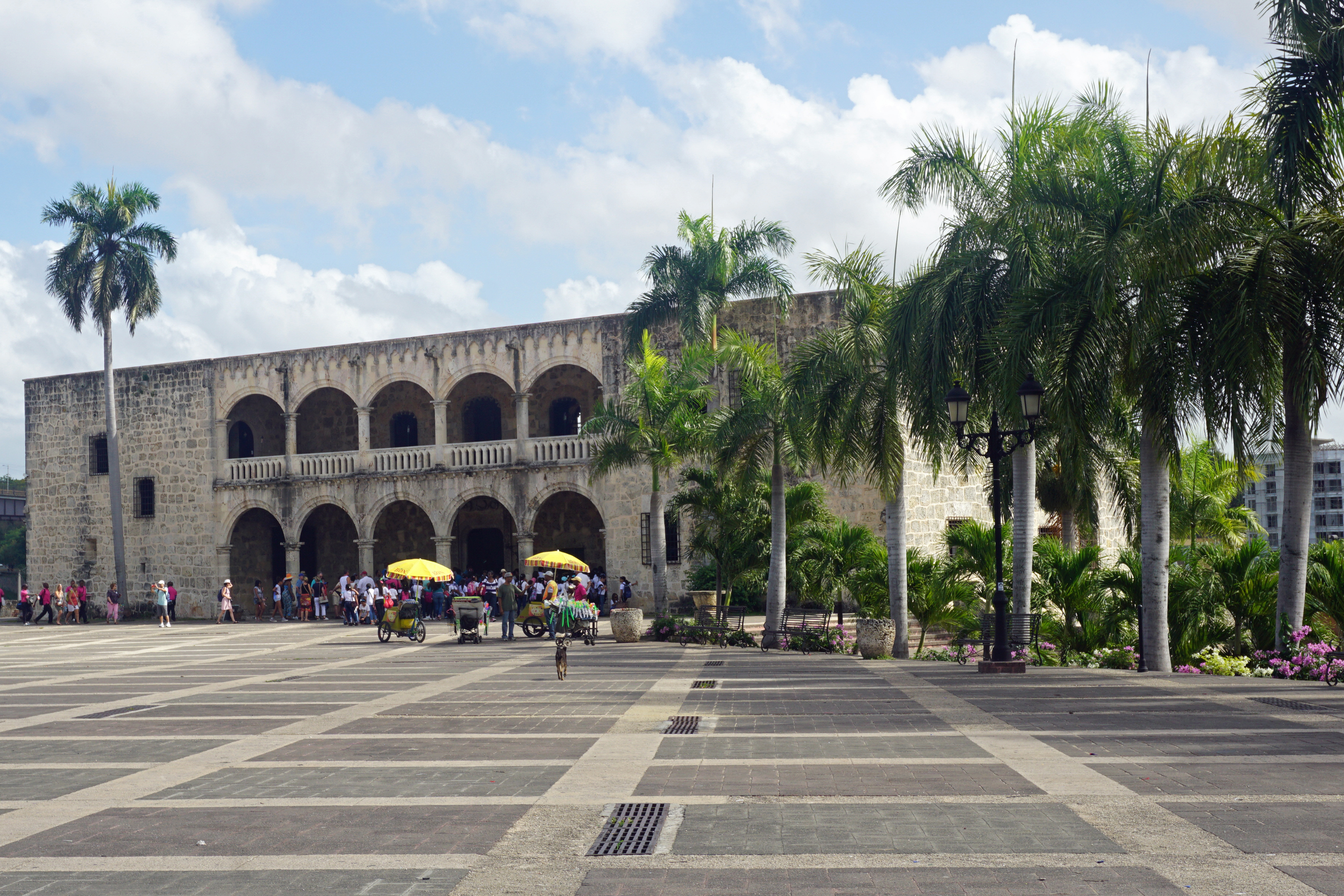
Алькасар-де-Колон та Пласа-де-Іспанія
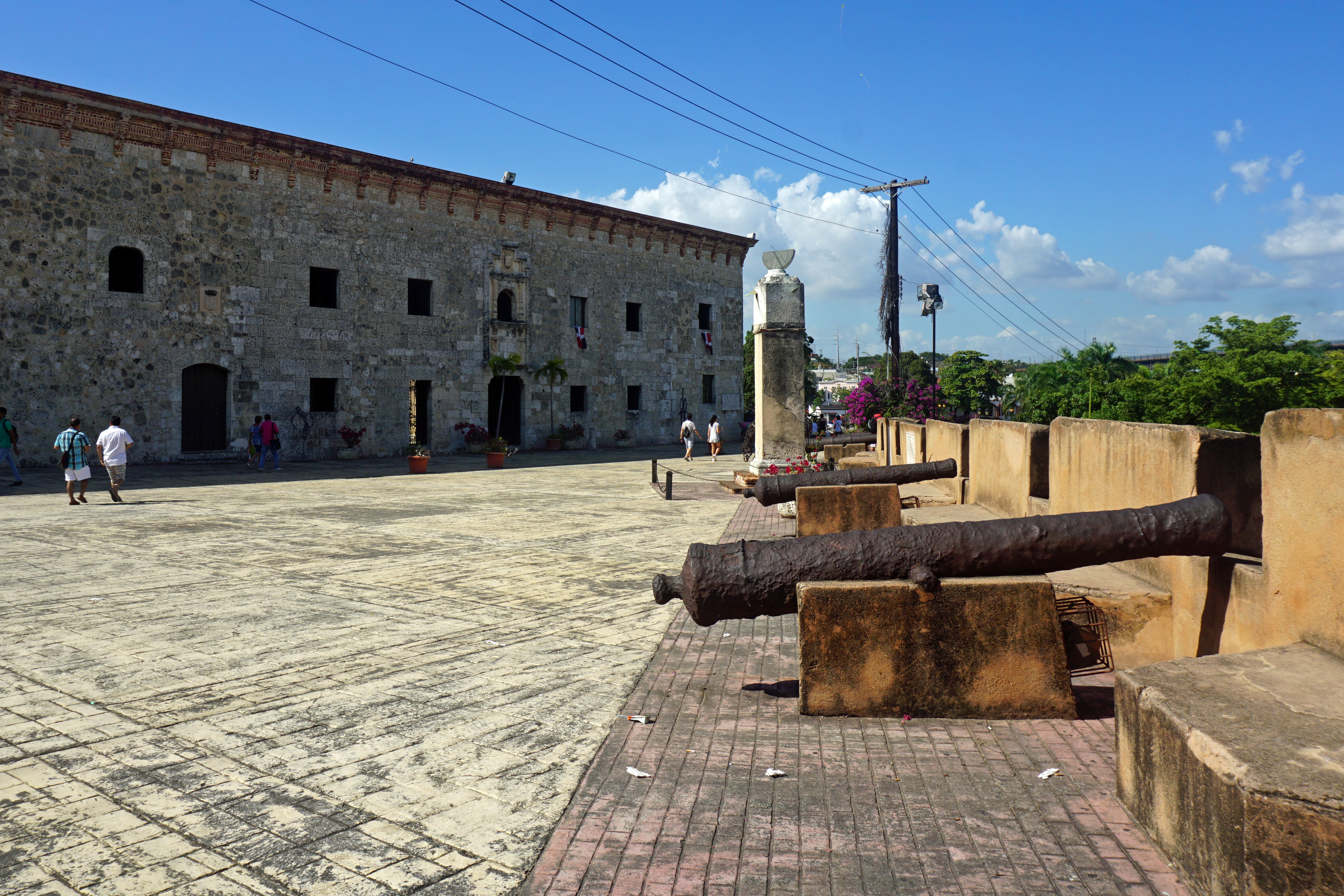
Музей де лас Касас Реалес
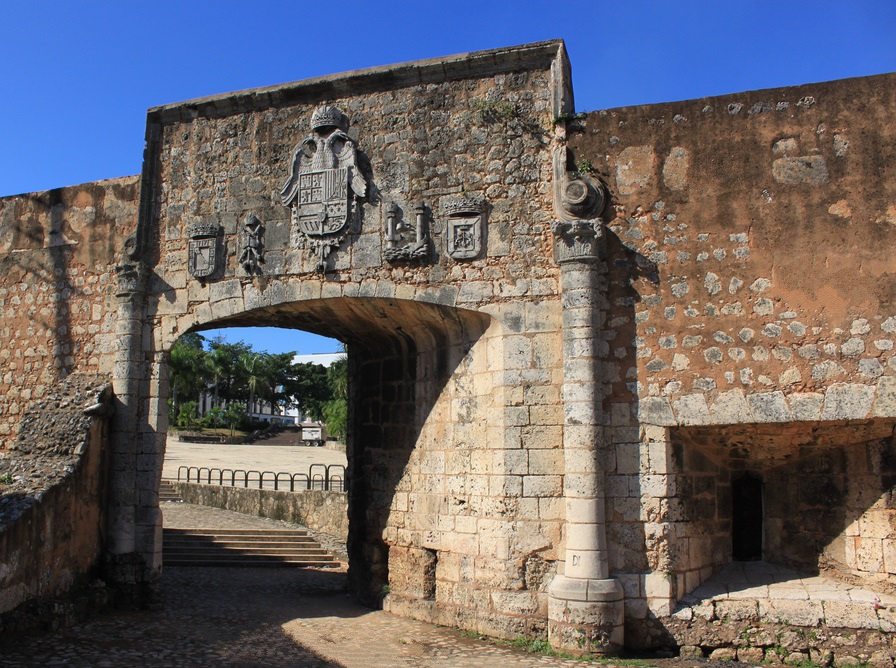
Пуерта-де-Сан-Дієго
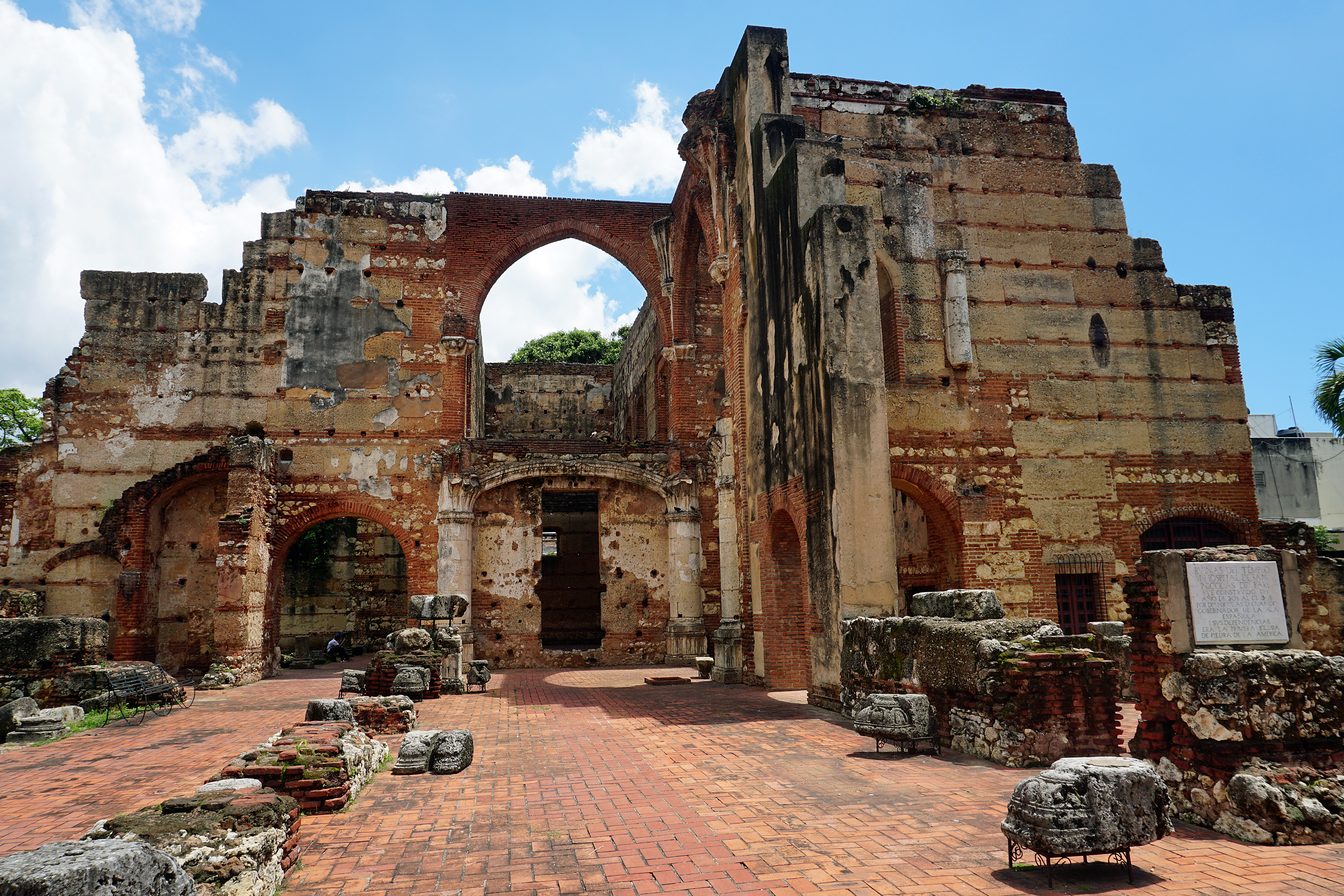
Руїни лікарні Сан-Ніколас-де-Барі
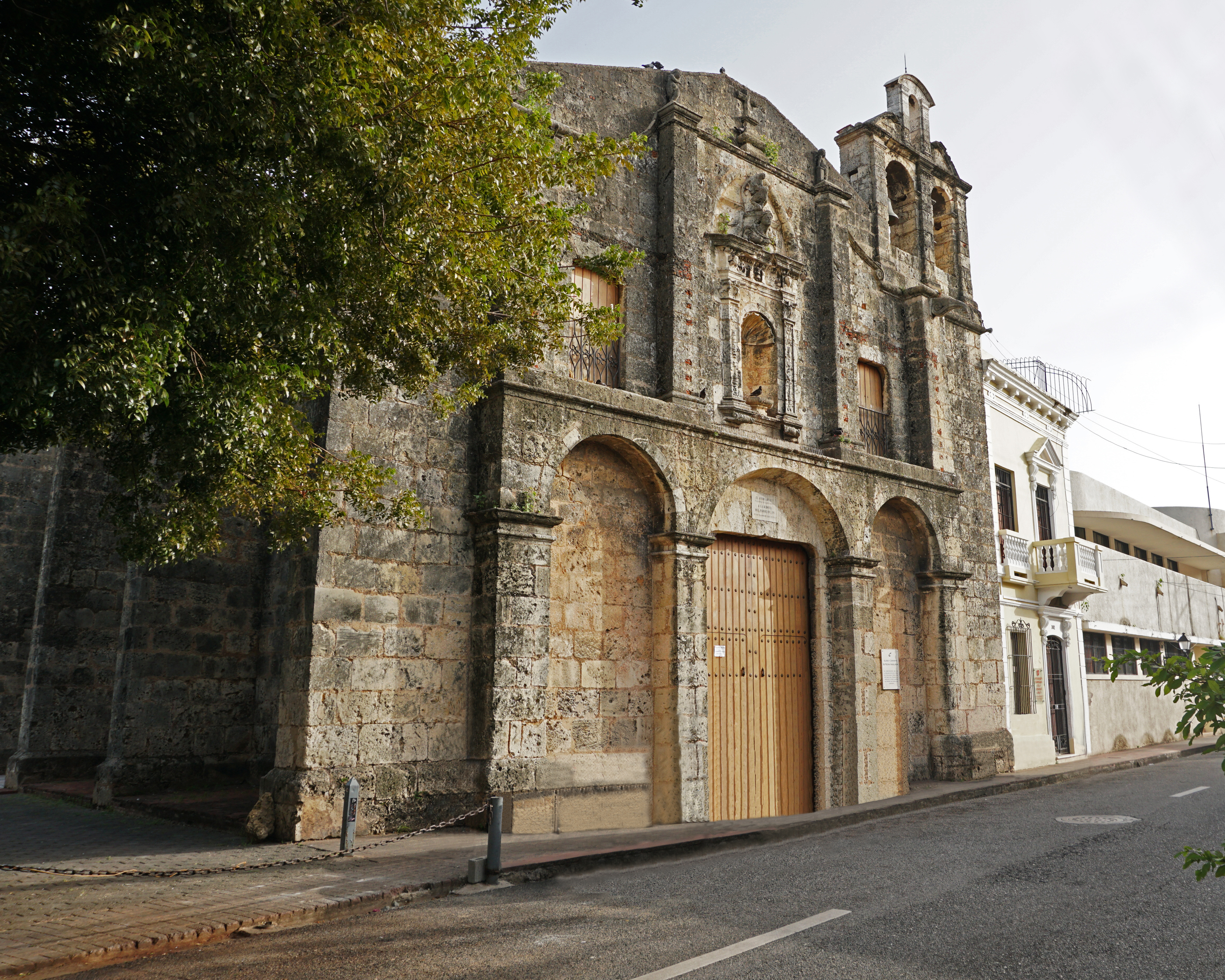
Іглесія Регіна Ангелорум
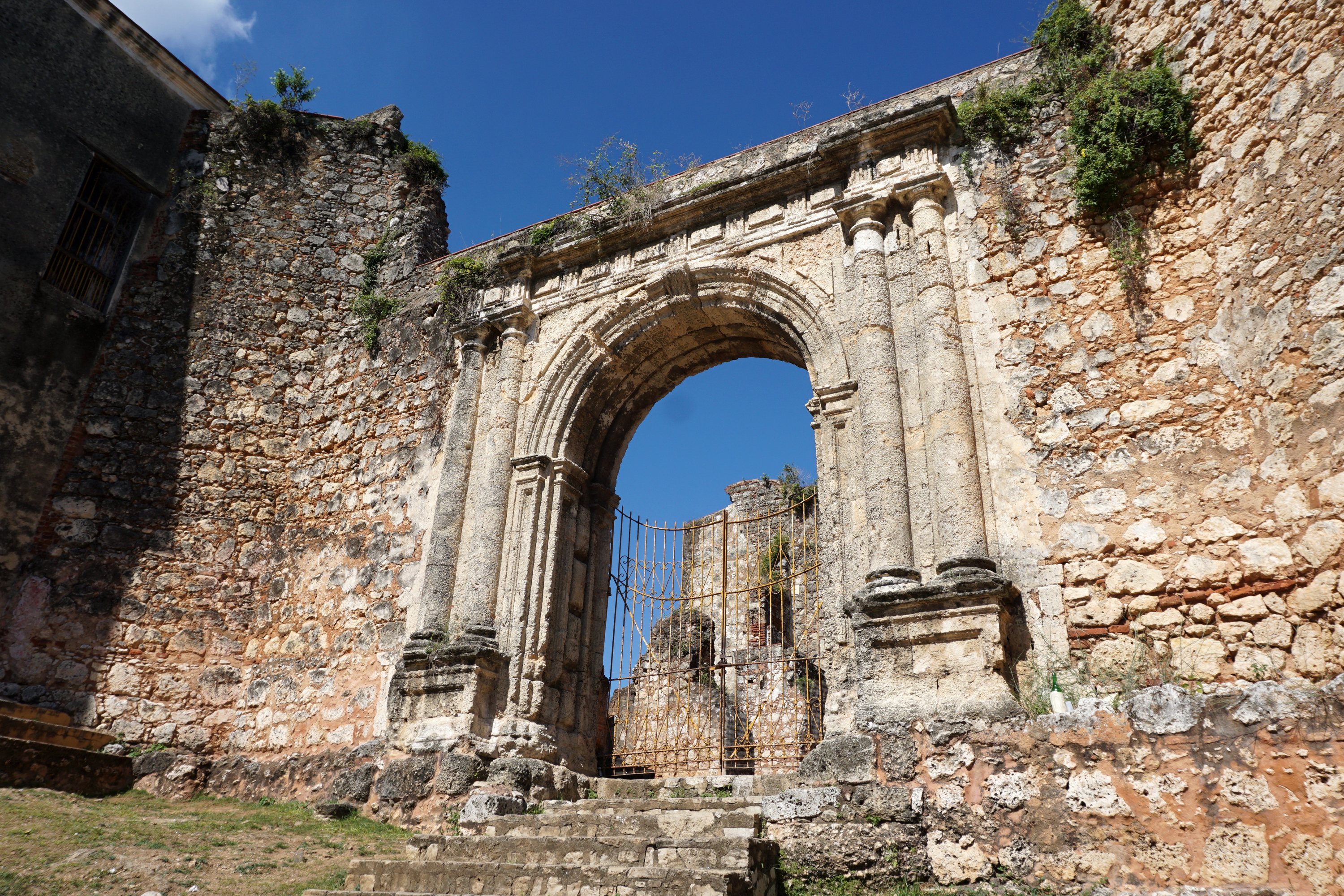
Руїни монастиря Сан-Франциско
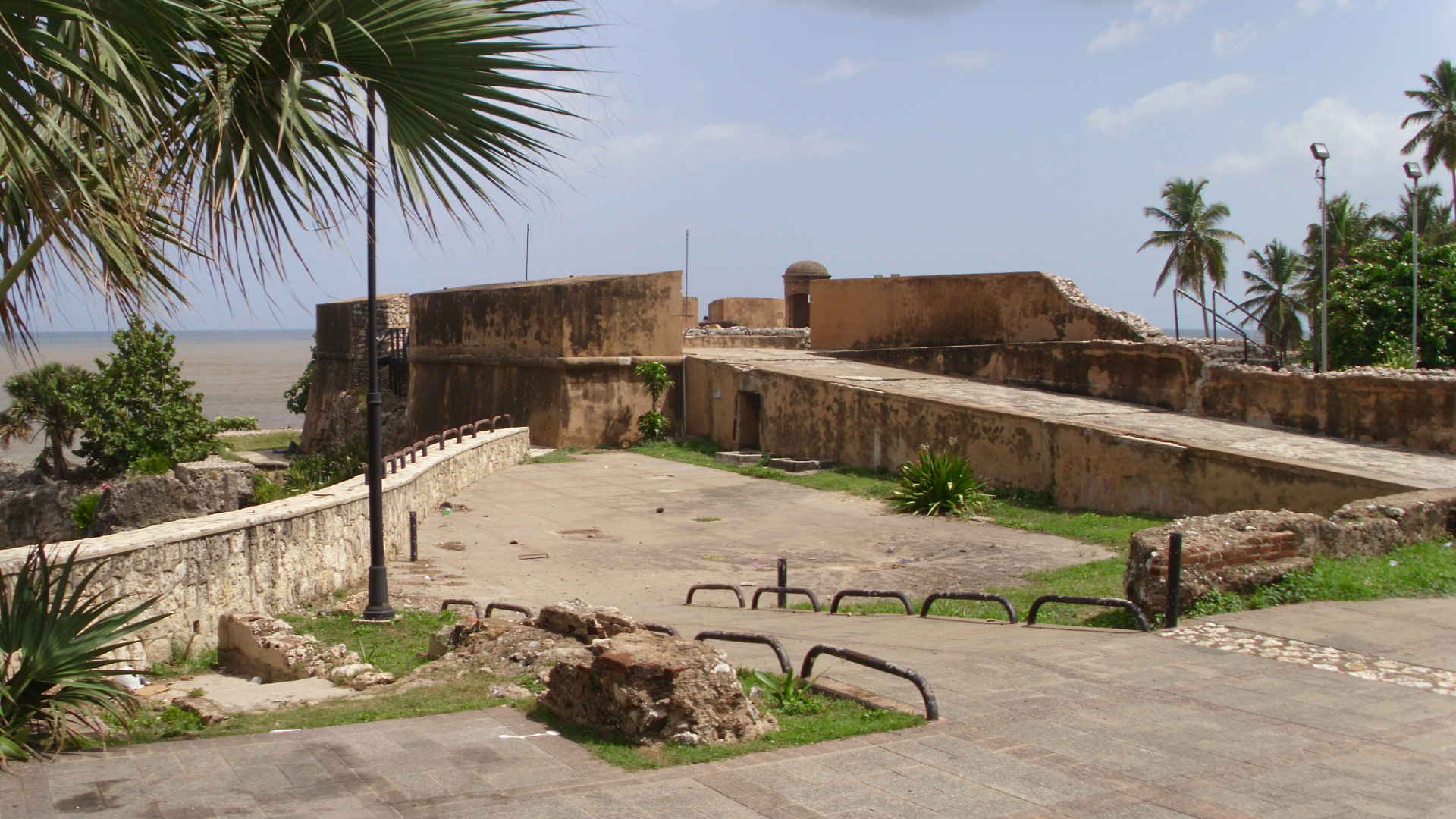
Форт Сан-Гіл
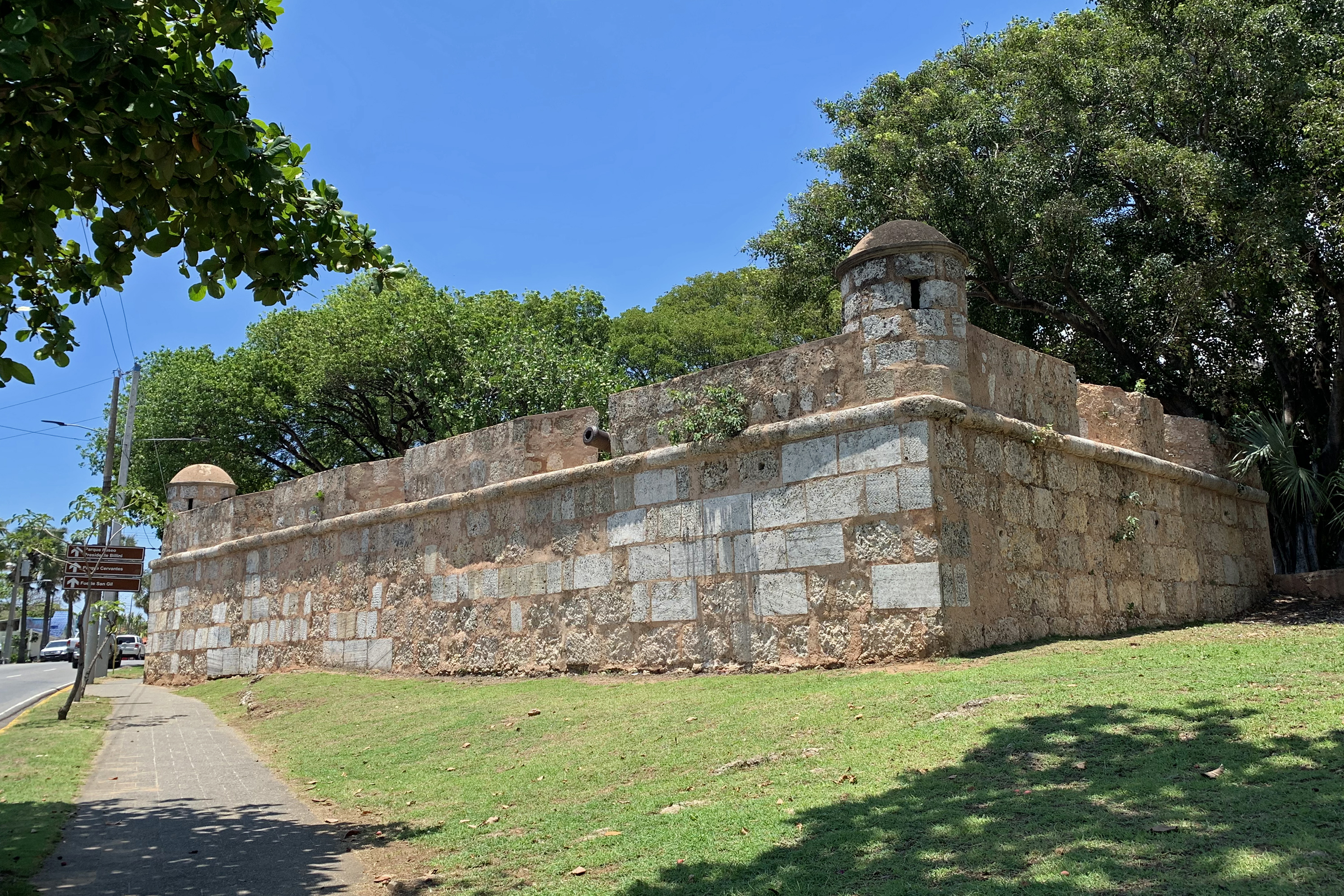
Бастіон Сан-Хосе
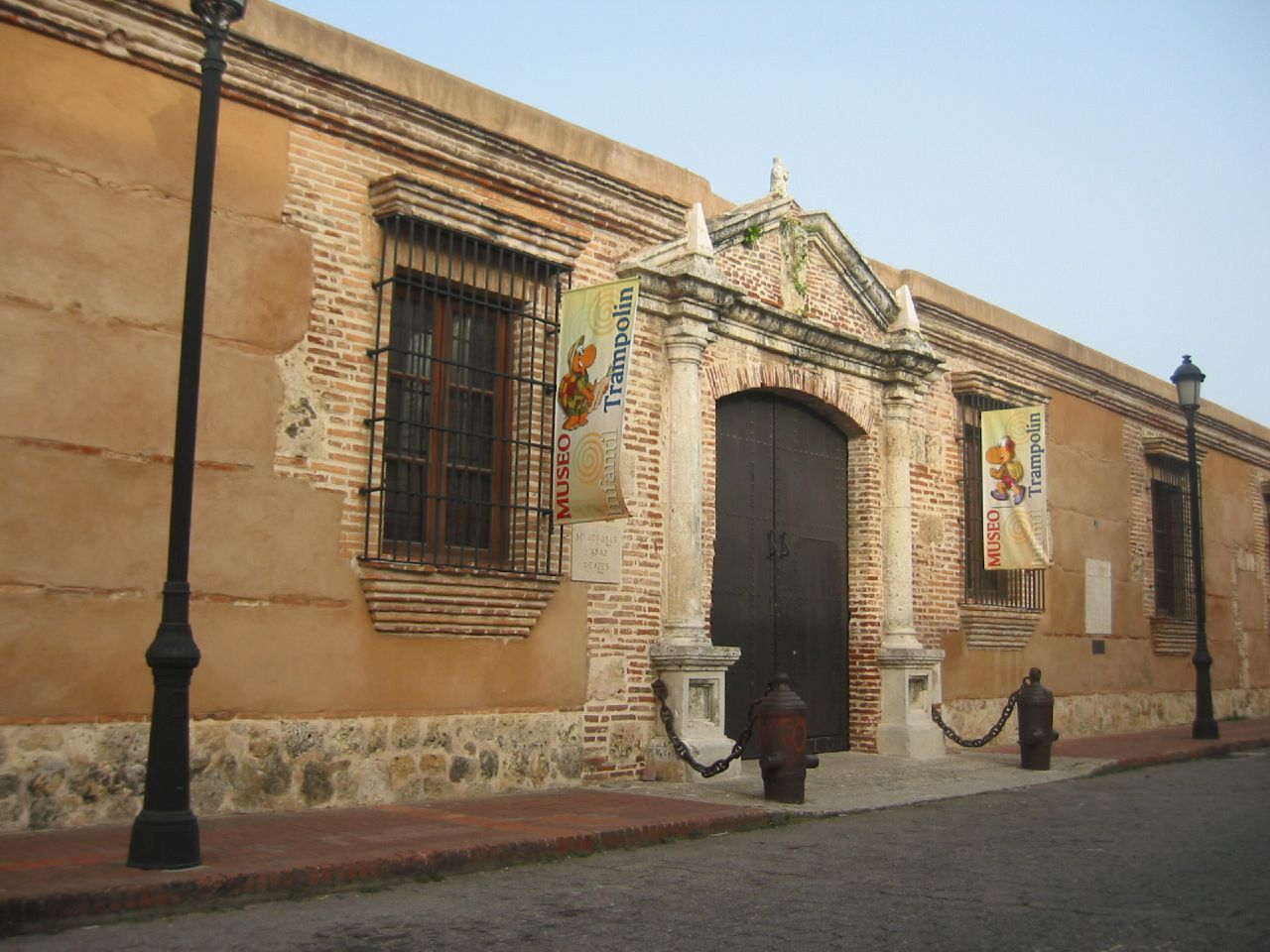
Casa de Rodrigo de Bastidas
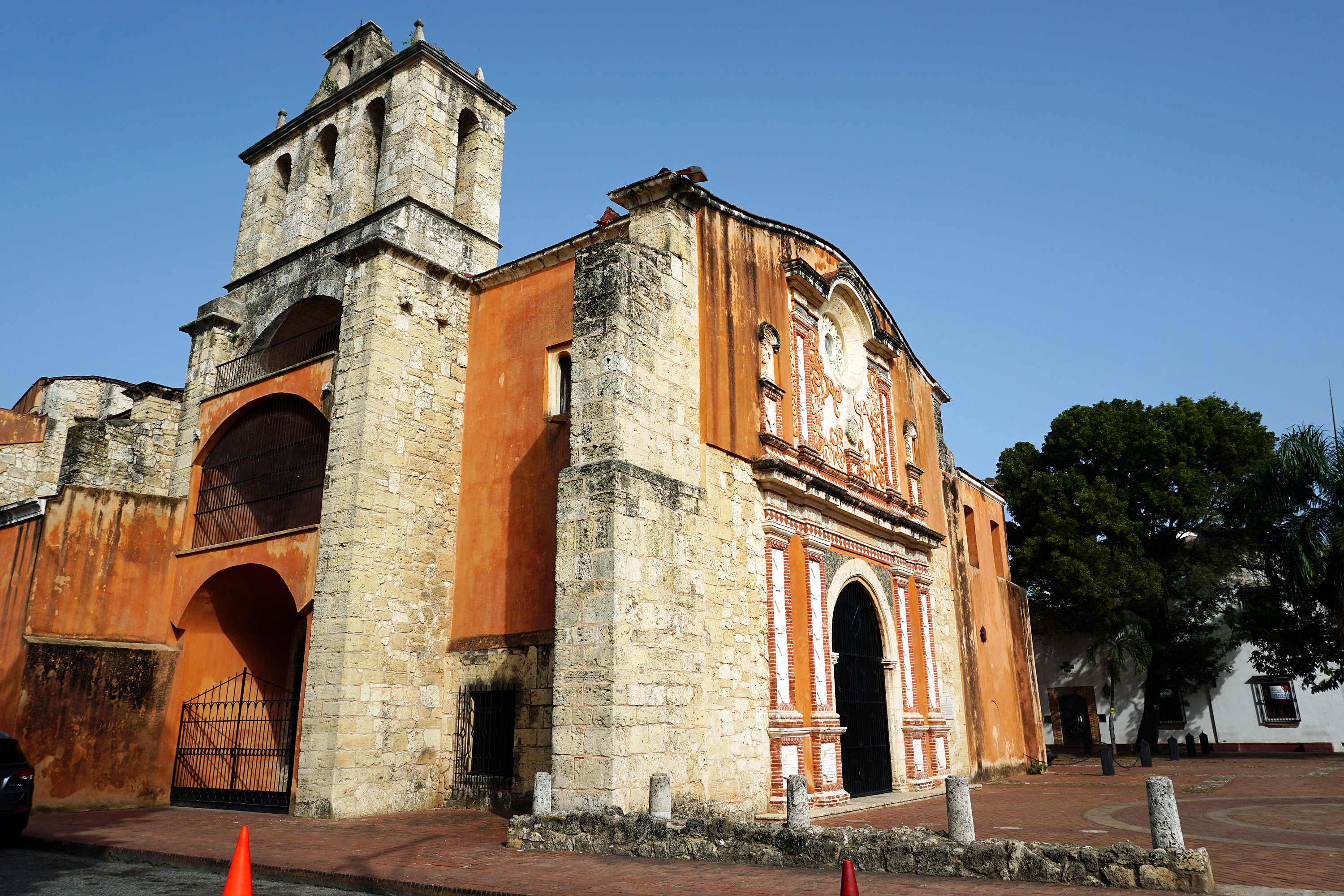
Iglesia y Convento de los Dominicos
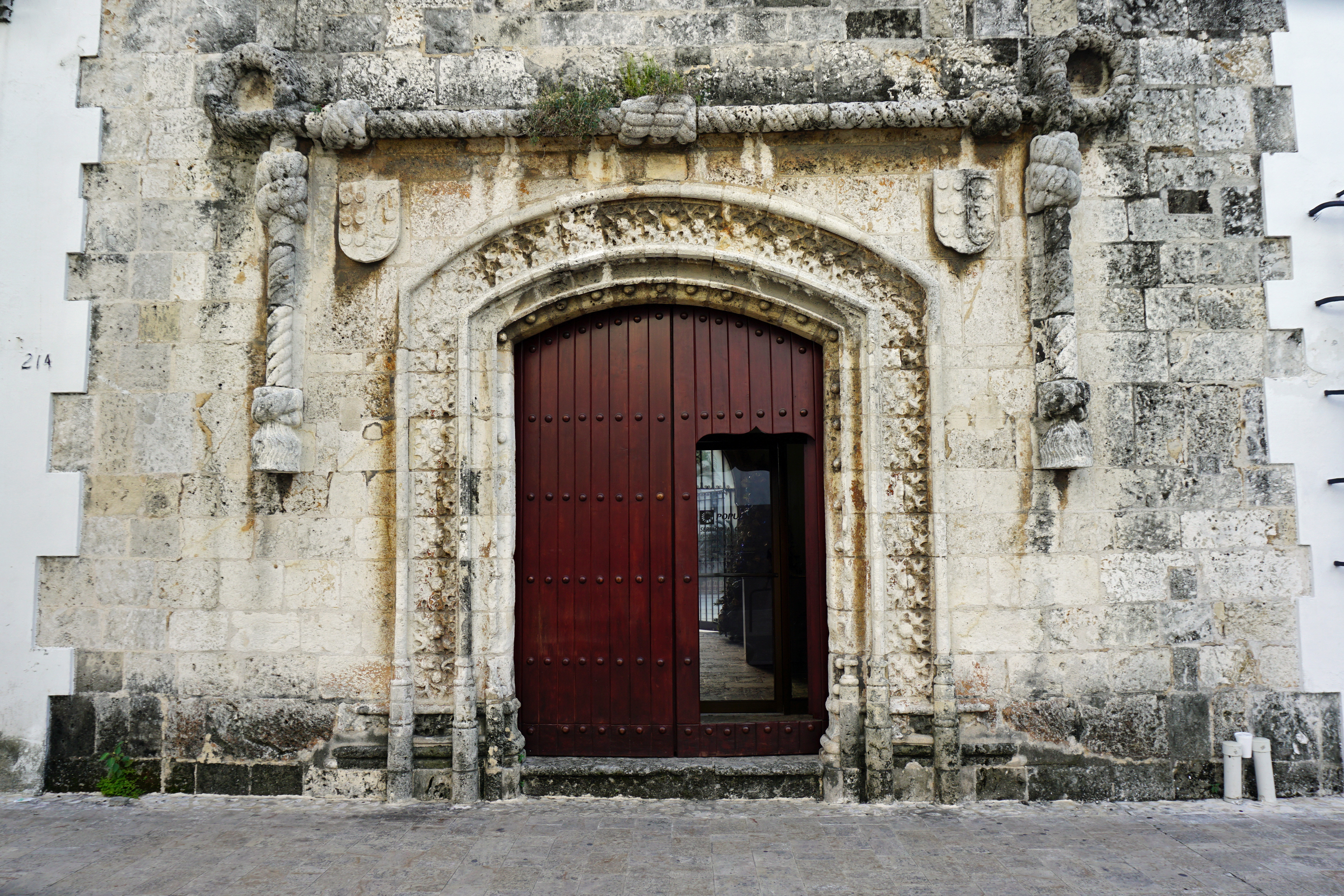
Каса дель Кордон
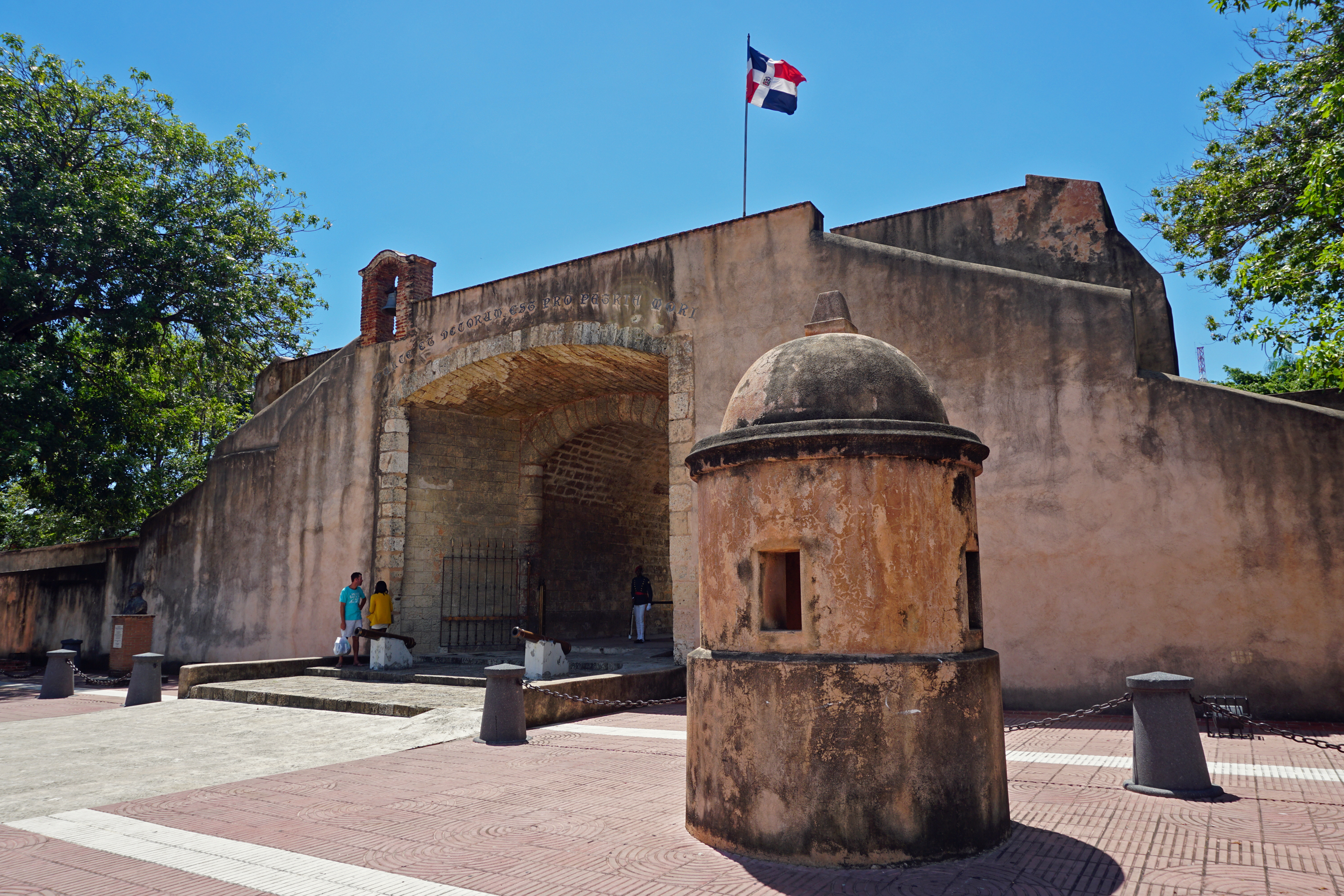
Пуерта-дель-Конде
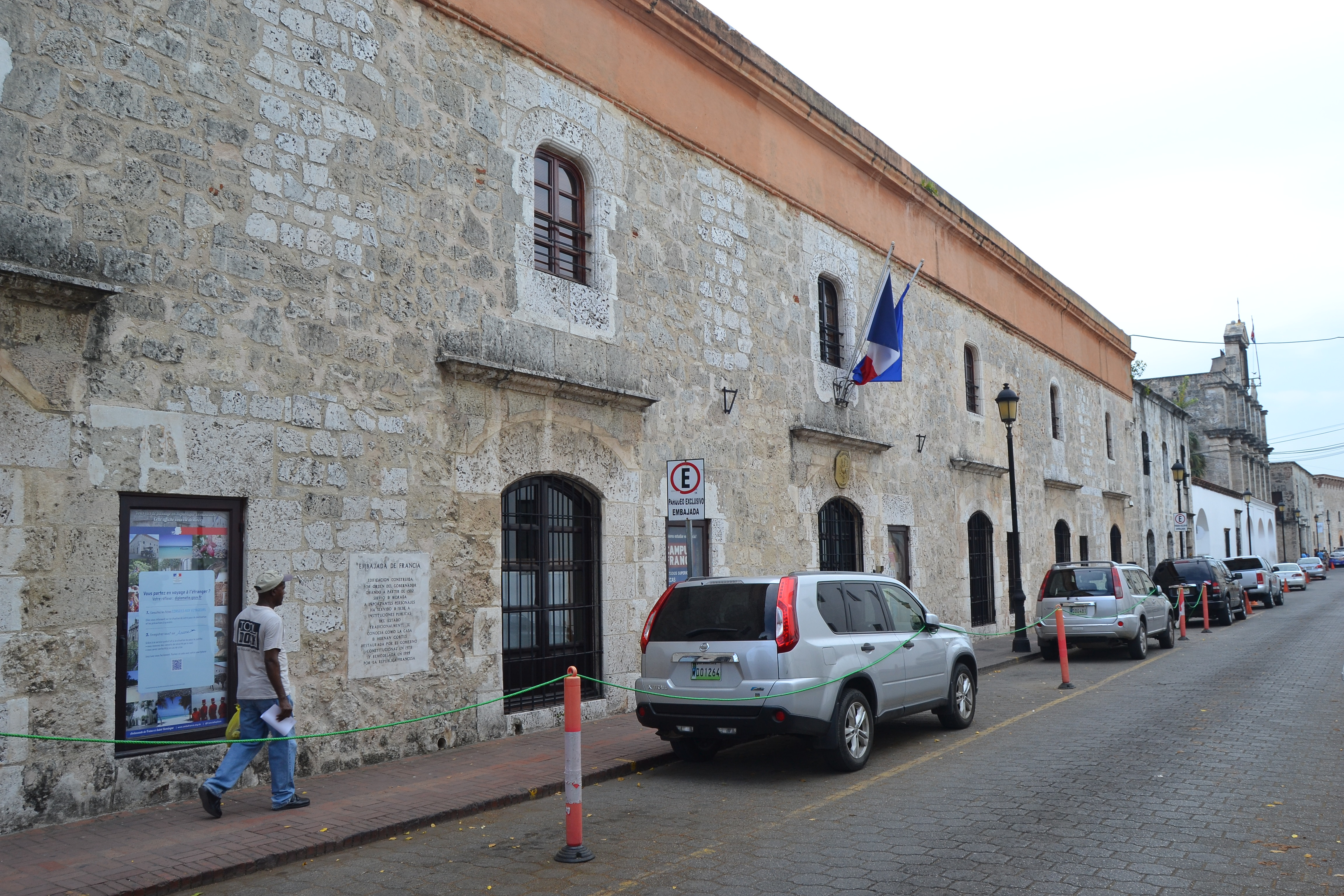
Каса де Ернан Кортес
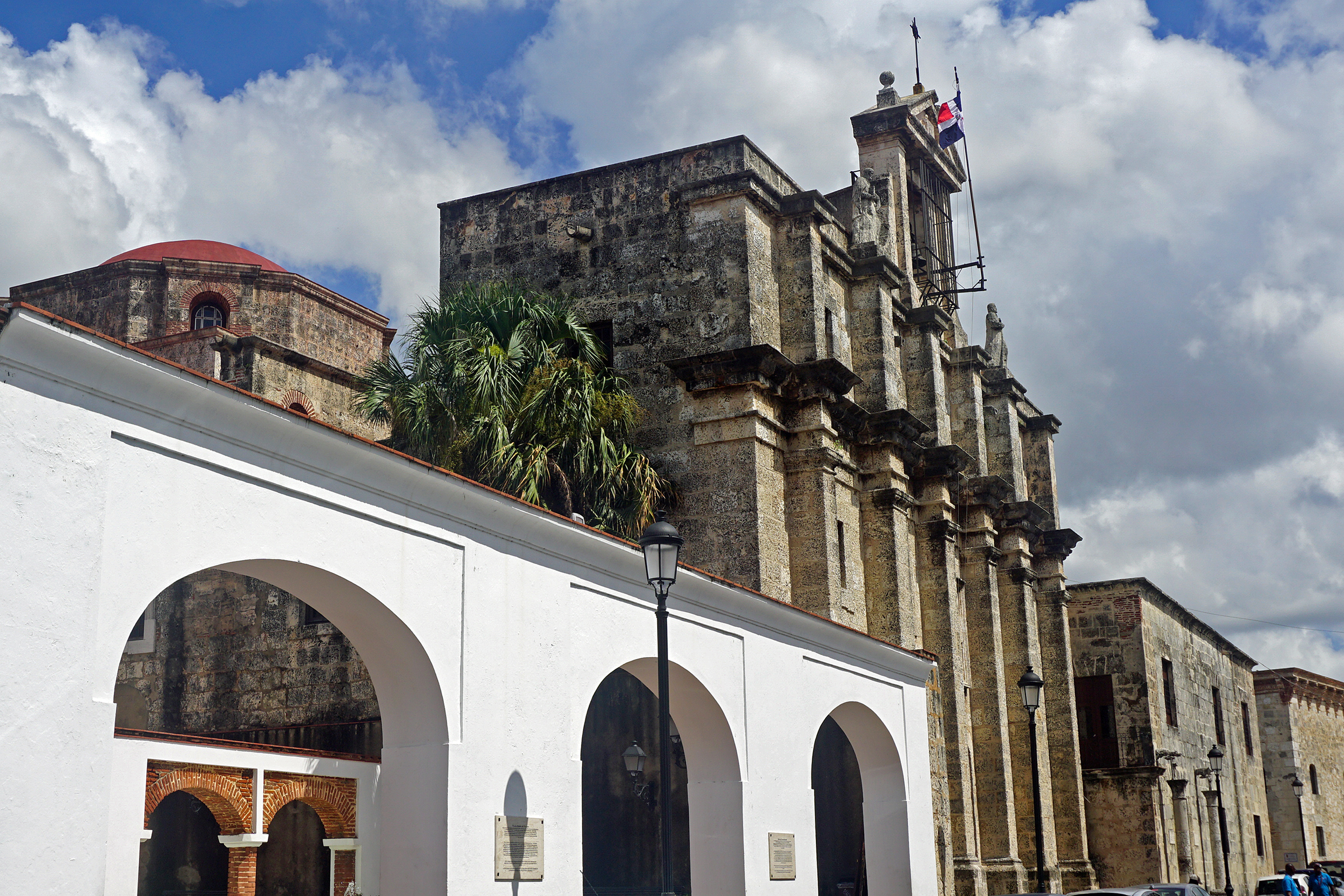
Національний Пантеон
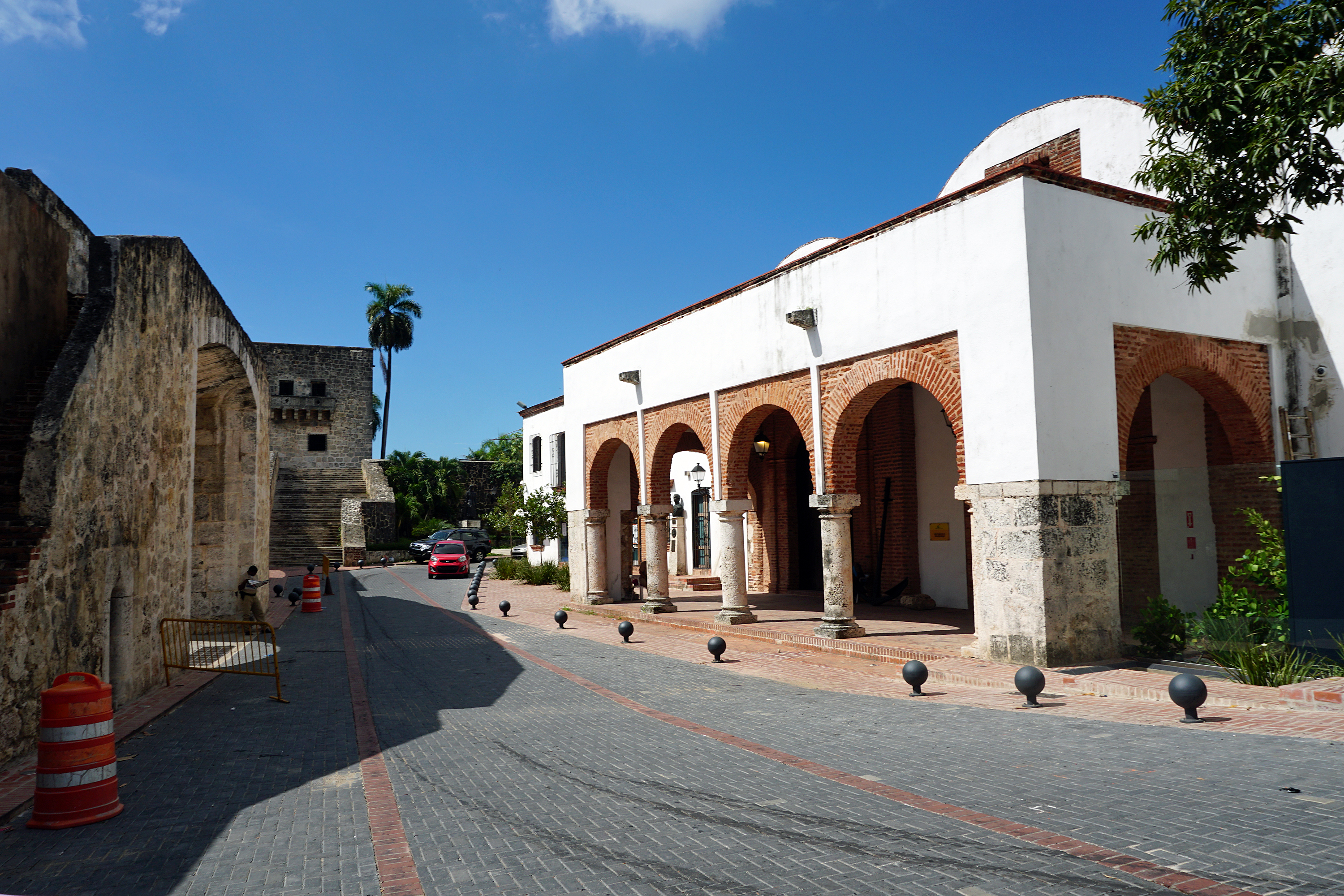
Морський музей Атаразанас Реалес
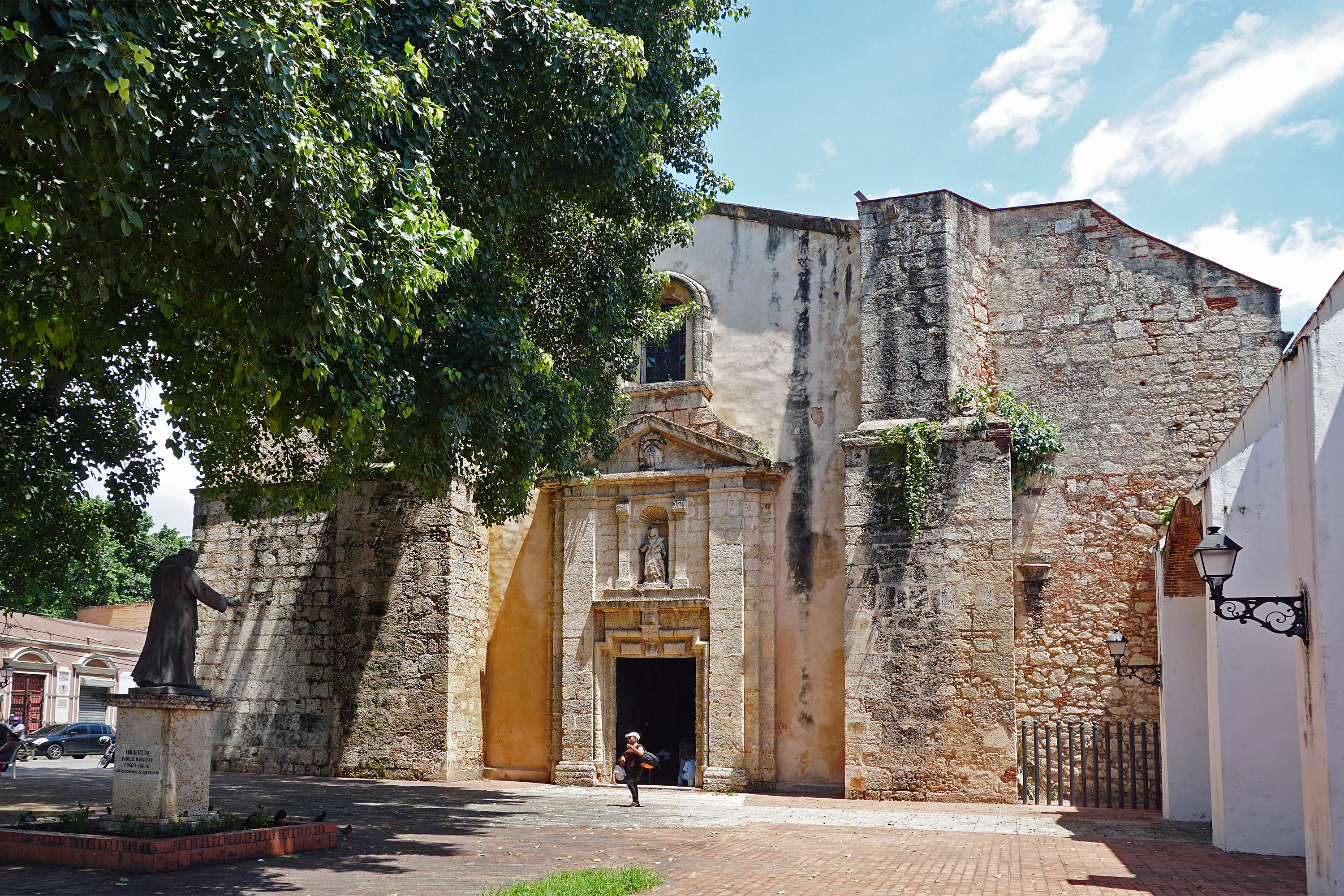
Іглесія Лас Мерседес